# Loja (Ecuador)
Loja, también conocida como Inmaculada Concepción de Loja, es una ciudad ecuatoriana; cabecera cantonal del Cantón Loja y capital de la provincia de Loja, así como la urbe más grande y poblada de la misma. Se encuentra atravesada por los ríos Zamora, Malacatos y Jipiro, al sur de la Región interandina del Ecuador, en la hoya del río Zamora, a una altitud de 2060 m s. n. m. y con un clima templado andino de 16,6 °C en promedio. 
Es llamada la "capital musical y cultural del Ecuador" por su arquitectura, su diversidad cultural, su aporte a las artes, ciencias, música y letras ecuatorianas y por ser el lugar de nacimiento de muchos personajes ilustres de la sociedad ecuatoriana. En el censo de 2022 tenía una población de 203.496 habitantes, lo que la convierte en la novena ciudad más poblada del país. La ciudad es el núcleo del área metropolitana de Loja, la cual está constituida además por ciudades y parroquias rurales cercanas; dicho conglomerado alberga a 286.938 habitantes.
Fue fundada el 8 de diciembre de 1548, por Alonso de Mercadillo, y desde entonces, es uno de los principales núcleos urbanos de la nación debido a su desarrollo y ubicación geográfica. Es uno de los más importantes centros administrativos, económicos, financieros y comerciales del Ecuador. Las actividades principales de la ciudad son el comercio principalmente, la agricultura, la ganadería y la educación.

## Historia
La ciudad de Loja fue fundada en dos ocasiones: la primera fue en el valle de Garrochamba (Valle de Catamayo en la actualidad) en 1546, con el nombre de La Zarza, por orden de Gonzalo Pizarro, con la intención de tener una ciudad fortaleza equidistante de las poblaciones en las que se había encontrado oro, esto es Zaruma,  Portovelo y Nambija. Durante su época de oro llegó a tener tanta importancia como Quito o Guayaquil al ser la ciudad donde iban los recursos de las minas de oro que la rodeaban y al ser el eje económico de su área de influencia.

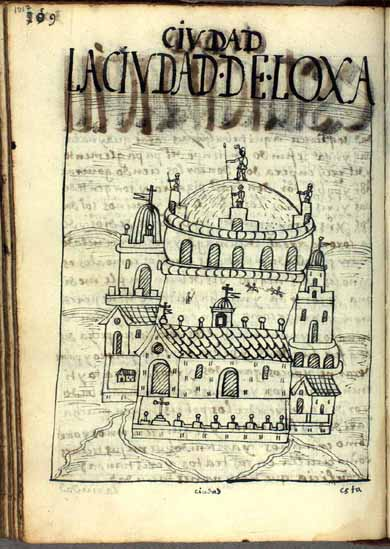
Ciudad de Loja por Guamán Poma, 1615

La última fundación fue realizada por Alonso de Mercadillo, quien era natural de la ciudad española de Loja, en Granada. En las crónicas de la conquista española, esta ciudad es nombrada como "Loja". Se asentó presumiblemente sobre una ciudad de los nativos americanos preexistente. Los pobladores de este valle se denominaban "Paltas" o al menos con esa denominación les reconocieron los conquistadores españoles.
Loja fue un punto de partida para la cuenca del Amazonia y la región de El Dorado para los conquistadores españoles. Declaró su independencia de España el 18 de noviembre de 1820. Fue la primera ciudad del Ecuador en contar con energía eléctrica en el año de 1897 y el alumbrado eléctrico se inauguró en 1899.
En la frontera Sur de la República, la provincia de Loja demarcó secularmente sus fronteras entre los ríos Jubones, Tumbes, Macará, Santiago y Chinchipe.  Siguiendo el curso de estos dos últimos ríos, ensanchó los dominios territoriales don Juan de Salinas, y los consolidó con la posesión don Diego Vaca de Vega.  Las Gobernaciones de Yaguarzongo y de Mainas representan históricamente la realización asombrosa de su establecimiento, por el contingente de hombres de Loja, y se fundaron Zamora, Valladolid, Loyola, Neiva, Santiago de las Montañas, y Borja a orillas del Marañón.
Juan de Salinas es la figura predominante. Organizó en la ciudad de Loja su famosa expedición, y después de fundar las ciudades mencionadas, excepto Borja, fundación de Diego Vaca de la Vega, se lanzó con sesenta hombres por el río Santiago; se precipitó en el salto del Pongo, aterrante por el volumen de agua que desciende en el vértigo de su torrente, entre inmensas rocas, y se hunde en el abismo del que solo podían salir con vida los afortunados.
Vencedor de todos los peligros, Salinas navegó el Marañón, dominó el Amazonas, y llegó hasta las espaldas del Cuzco, siguiendo el Ucayali. Dos años permaneció en esta aventura, y cuando ya se presumía su muerte, reapareció en Loja sin perder un solo hombre y el virrey, informando de esta hazaña, lo confirmó en la posesión del Gobierno de Yaguarzongo.  La contribución de Salinas al conocimiento geográfico de esas regiones remotas, es el primero y más estimado servicio pues el camino quedó abierto y por él llegó posteriormente con el contingente lojano de colonizadores, Diego Vaca y por su intervención los misioneros jesuitas, los que desde Borja, ciudad capital de Maynas, expandieron su acción exploradora y civilizadora por toda la extensión de la Gobernación, colindante con las colonias portuguesas en el bajo Amazonas.

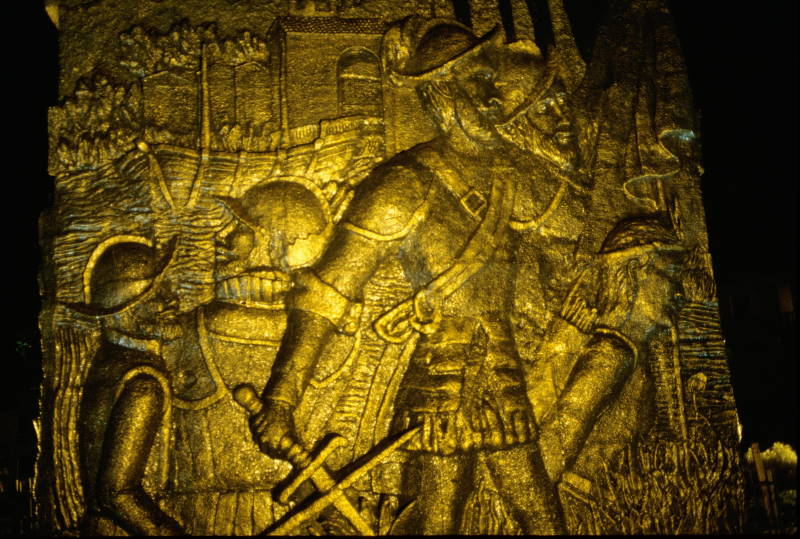
Bajorrelieve representando una escena de la conquista, en Loja Ecuador

Mainas representa en la historia del derecho territorial ecuatoriano la posición secular de la Amazonía por la Audiencia y Presidencia de Quito, en cuyo nombre y por su auxilio se realizaba la fundación de pueblos y la evangelización de las tribus salvajes. Mainas, geográficamente, está ligada a la historia de Loja, por haber sido Mercadillo, en su expedición al país de los izcaizingas, el primero que llegó a las tribus de los indios maynas, habitantes de las orillas del Marañón. Y a maynas llegan Salinas y Vaca de la Vega, y hacen de este lugar su fortaleza, con fundación de la ciudad de Borja.
Estas expediciones lojanas, fueron las que consolidaron el derecho territorial de Quito en el Amazonas, pues la expedición de Francisco de Orellana significó en su época el descubrimiento de un gran río, especie de canal interoceánico entre el Pacífico de donde partió (Guayaquil) el descubridor y el Atlántico al que salió en peregrinación.

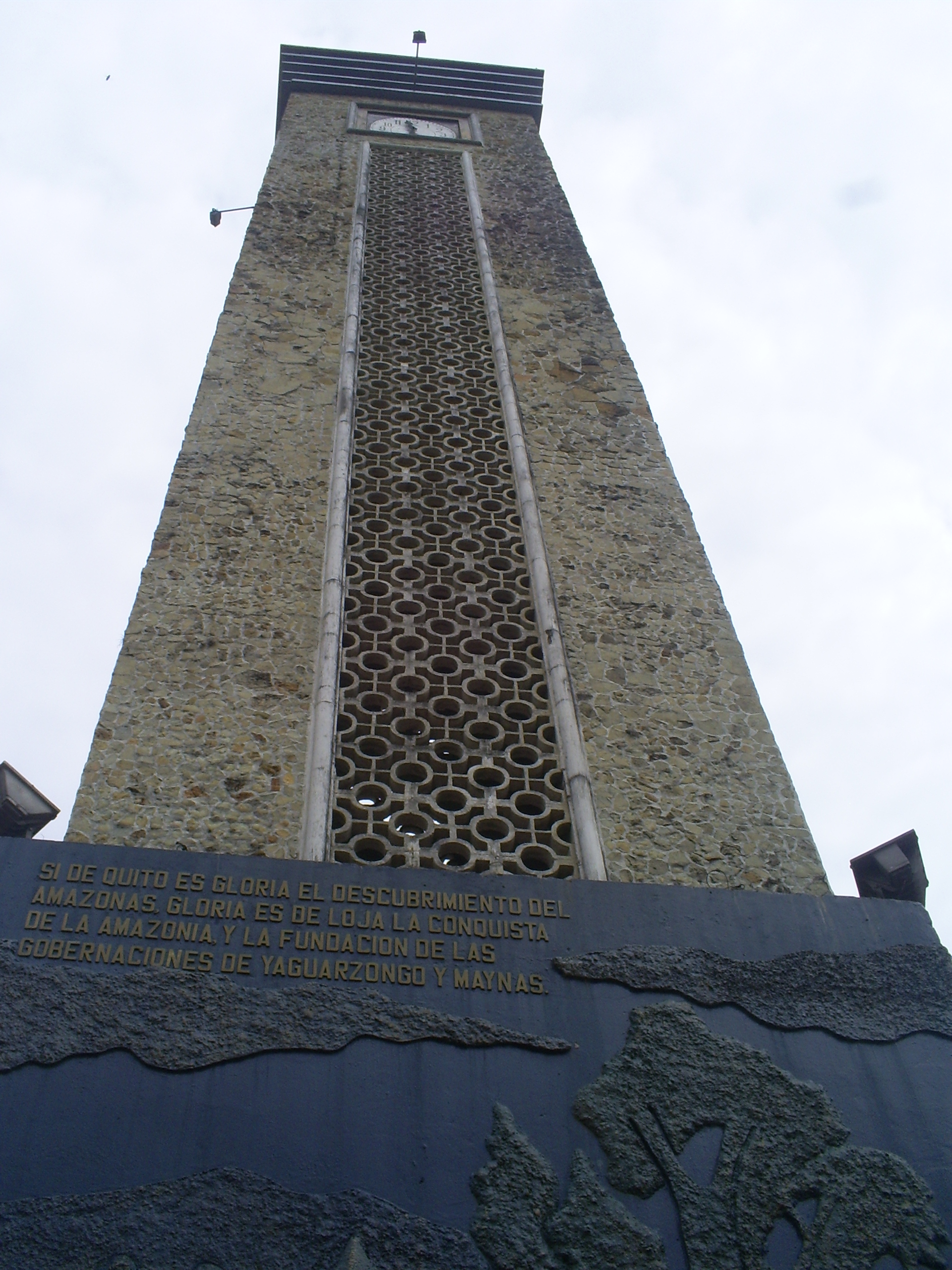
Torre en la plaza de la Independencia "San Sebastián" de Loja donde se lee "Si de Quito es Gloria el Descubrimiento del Amazonas, gloria es de Loja la Conquista de la Amazonía y la Fundación de las gobernaciones de Yahuarzongo y Maynas."

Después Pedro de Texeira, sale de la posesión portuguesa de Manaos surca contra corriente los ríos recorridos por Orellana, el Amazonas y el Napo, y sale a Quito acompañado por guías Quiteños en todo el recorrido. Y luego, por largo tiempo se abandona esta ruta, hasta que emprende Salinas su redescubrimiento desde Loja, y la posesión de lo que descubrió Orellana se consolida en el dominio territorial de la Audiencia de Quito , por las Misiones de Mainas.
La ciudad de Loja y su provincia, se caracterizó desde su fundación por Alonso de Mercadillo en 1548, en el valle de Cuxibamba, por su posición histórica y geográfica, como el lugar desde donde irradiaban hacia las gobernaciones de Oriente y a la extensión de su provincia hasta Tumbes, Macará y Jubones, las actividades de una época que hicieron de la ciudad de Loja el centro administrativo, pues en ella residían don Juan de Salinas y don Diego Vaca de Vega y cuando la extracción de oro disminuyó hasta agotarse, el Rey incluyó en la jurisdicción de la Gobernación de Salinas a la provincia de Loja, Jaén y Piura, para proveerle de mayores recursos capaces de salvar la crisis aurífera, por falta de trabajadores primero, y luego por la sublevación de los jíbaros de Logroño, que llevaron la devastación hasta Zamora y Valladolid, arruinando económicamente a todo este territorio, inclusive los quintos que el Rey recibía del producto de la minería.
Por otra parte los misioneros de Mainas, cuando dominaron las encrucijadas de la montaña y la red de los grandes ríos y sus afluentes, cambiaron el derrotero de la entrada a Mainas desde Loja , y establecieron la salida a Quito desde el Amazonas por el río Napo, y a Ambato por el río Pastaza . Y eso fue lo justo, pues el derrotero de Quito, Cuenca, Loja, mainas era demasiado extenso y el volumen del servicio misionero necesitaba caminos más cortos y directos con Quito.

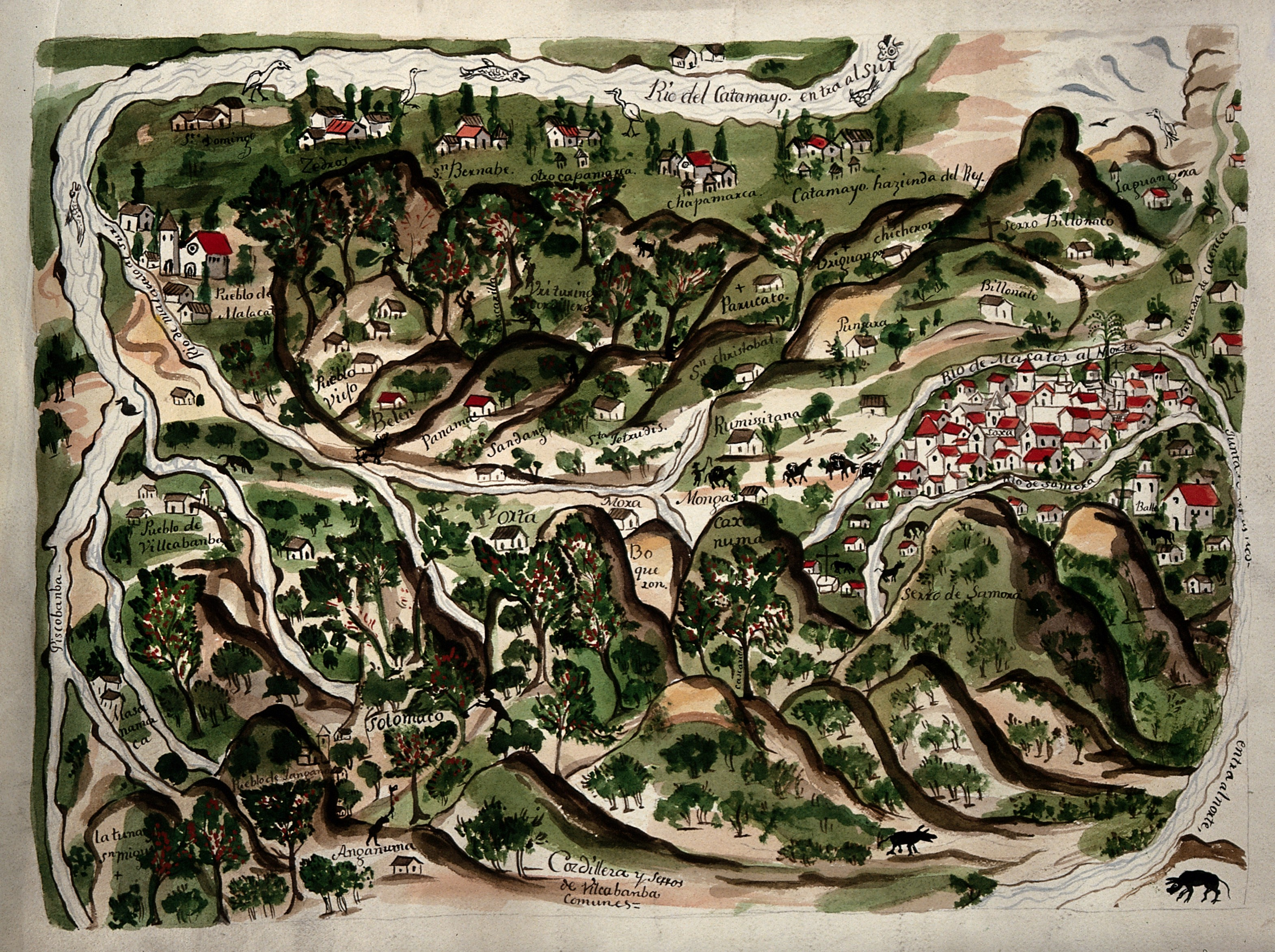
Mapa de Loja durante la Real Audiencia de Quito

Si en la época colonial La historia de Loja y su provincia, comprueba la realización de hechos trascendentes que afirman los derechos territoriales del Ecuador, en la era republicana es, así mismo, de importancia evidente, su contribución con soldados, avituallamientos y dinero para el éxito de las campañas que culminaron con la victoria en Pichincha y Ayacucho, decisivas para la libertad de la Gran Colombia y de América. Los documentos escritos y dirigidos por los generales Sucre y Solón y por el Comandante Farfán al Cabildo de Loja, que se reproducen, comprueban que Loja y su Provincia dio cuanto tuvo al servicio de la Patria, sin otro límite que caer en la miseria.
Y la defensa de la soberanía nacional en la frontera austral, fue y ha sido constante. Cuando el país cayó en la anarquía multiplicándose los gobiernos seccionales, por causa del militarismo urbinista, y el Perú aprovechó esta circunstancia para bloquear las costas ecuatorianas y desembarcar su ejército en Mapasingue, suburbio de Guayaquil, Loja se constituyó en Gobierno Provincial Federal , y mantuvo con dignidad y patriotismo la defensa política y territorial, creando instituciones necesarias para esa defensa, y con la intervención oportuna de su Gobierno, cooperó a hallar la fórmula diplomática que concluyera con el afrentoso bloqueo y la ocupación peruana.
La Historia de Loja, comprueba, que sin la propia superación cultural, significada por el establecimiento del Colegio de Loja, por los donativos de sus filántropos, su situación habría sido de anulamiento como factor del progreso nacional; así como su voluntad de vivir superó también su situación económica, construyendo sus caminos, intensificando la agricultura y la ganadería, e instituyendo el sistema de ferias cantonales, para dar actividad al comercio y a las industrias.  El abandono del Gobierno Central a las poblaciones fronterizas del Austro, a la Provincia de Loja, habría ocasionado su desaparecimiento como sucedió con las ciudades orientales de Valladolid y Santiago de las Montañas, relegadas al olvido, sin caminos, en las selvas amazónicas. Contrariamente a lo que incurría gubernativa pudo ocasionar, Loja y su provincia, manteniendo su propia cultura y la defensa de su economía, se ha distinguido por sus valores intelectuales, en el campo de las letras y en el servicio del Estado, en elevadas posiciones; y ha consolidado también la vida y la prosperidad de sus poblaciones.

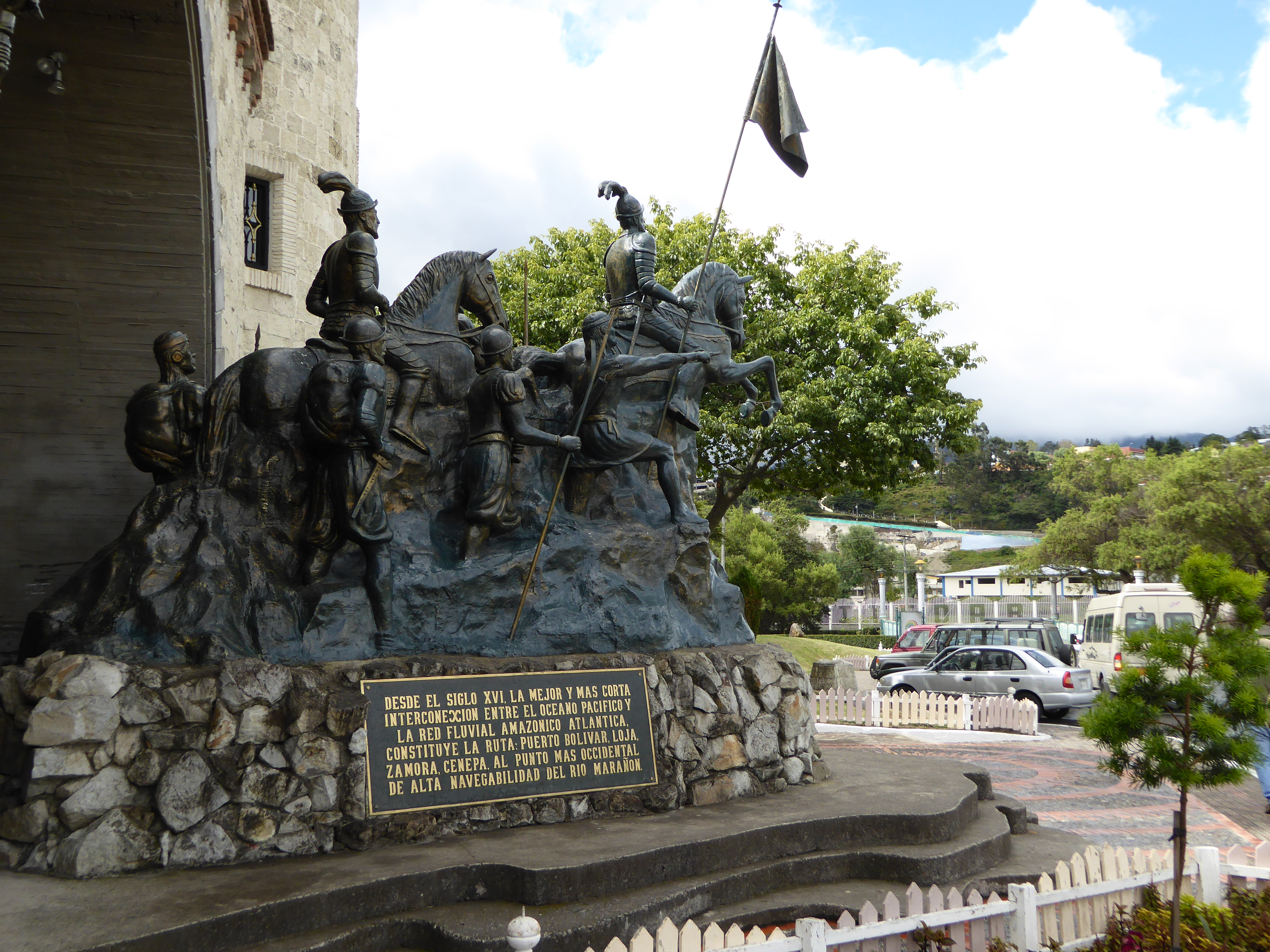
Monumento a Juan de Salinas y Loyola

Así, con respeto a Don Juan de Salinas, se olvida o se desconoce su famosa entrada al Marañón y Uyacali, por los autores españoles de la colonia.  El padre Acosta lo nombra en su Historia sin reconocer importancia a su hazaña; el padre Rodríguez atribuye esta a Don Diego Vaca de Vega; el padre Velasco no lo menciona y el Dr. González Suárez se refiere a él, como conquistador de Bracamoros, sin más referencias.
En el año de 1897, Loja fue la primera ciudad del Ecuador en contar con energía eléctrica, existe en la ciudad un monumento que hace referencia a este hecho que está ubicado en las calles Ramón Pinto y José Antonio Eguiguren, en la base de las escalinatas.
Ya a mediados de este siglo XX, Loja y su Provincia han entrado de lleno en su autosuperación. Su sistema de vialidad se va complementando, rectificando y construyendo vías carrozables; su gobierno seccional, con el establecimiento de la Junta Provincial, se desenvuelve exitosamente sin trabas, y tiene también Loja su propia representación en las instituciones del Estado.
Invoca el sentimiento de patria para la estructuración de un consorcio de Municipios entre las provincias de la frontera austral, con El Oro y Zamora Chinchipe, para estructurar sus aspiraciones y dar realidad a las obras de vialidad y también para organizar un gran centro cultural que una y consolide los altos intereses de la defensa territorial, con mutuos sacrificios y solidaria fraternidad.

## Geografía

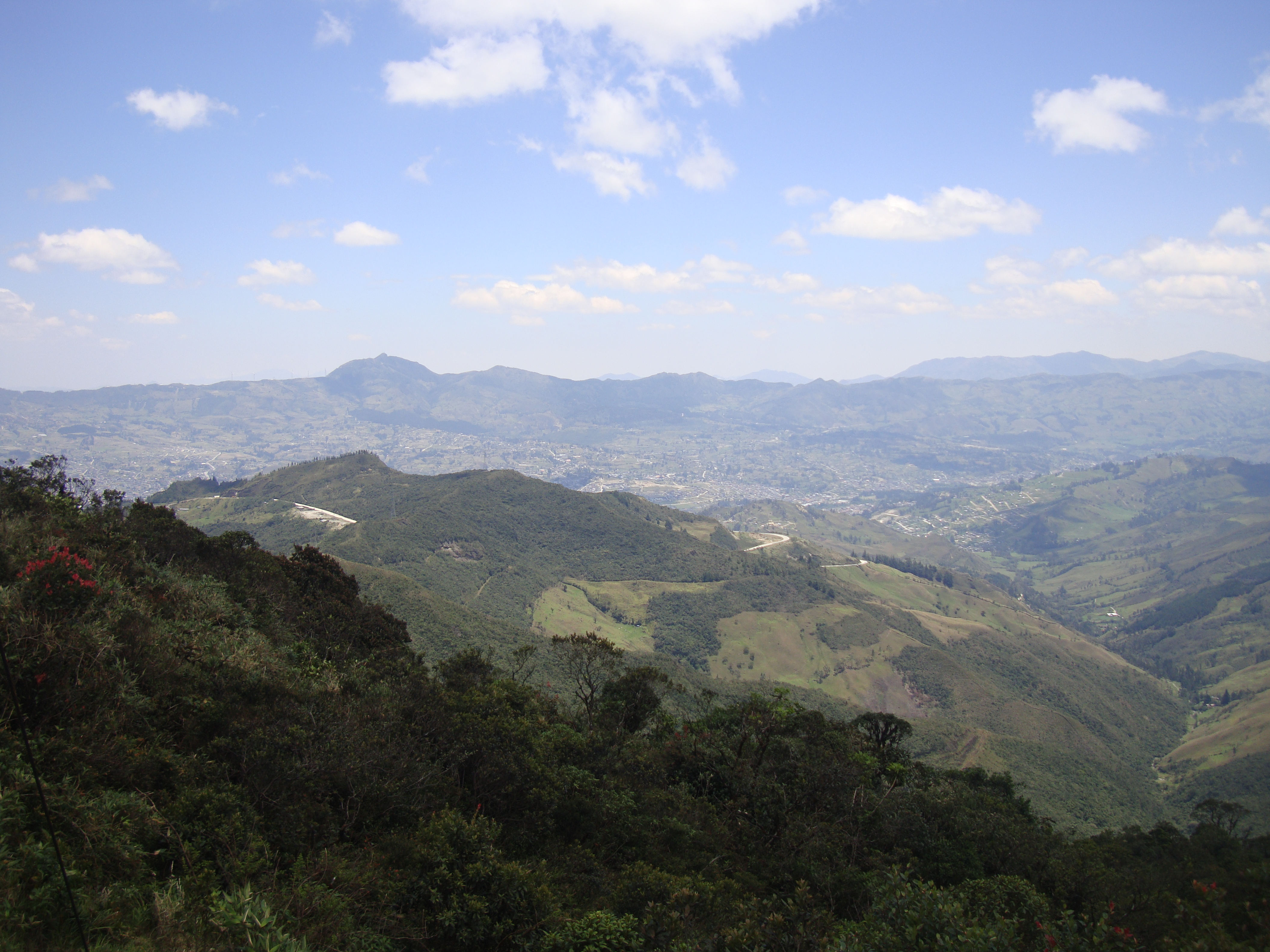
El cerro Villonaco visto desde la vía a Zamora

Geográficamente Loja está asentada en el Valle de Cuxibamba en el corazón de la Hoya del Zamora, a 2065 m s. n. m., su relieve está compuesto principalmente por la pequeña llanura de Cuxibamba, formada por los sedimentos de un remoto lago, el delta de los Ríos Zamora y Malacatos y las colinas del Pedestal, San Cayetano, Pucará, Yanacocha y Carigán.
Hasta hace pocas décadas Loja se hallaba únicamente en la parte central del Valle de Cuxibamba, pero debido a su crecimiento en la actualidad solamente el Centro de la ciudad se encuentra en dicho sector. 
Junto al sur oriente de la ciudad se encuentra el parque nacional Podocarpus, que se compone principalmente de páramo, bosque nublado y selva, es una enorme reserva de biosfera al cual se puede ingresar a través de un acceso ubicado sobre el Nudo de Cajanuma a solo 5 minutos del sur de la ciudad, específicamente del sector Capulí. El río Zamora y río Malacatos forman el delta sobre el que se asienta el centro histórico de la ciudad de Loja.

## Medio natural y condiciones de tiempo
Loja se encuentra localizada a una altitud de 2060 m s. n. m.; La ciudad se levanta en el corazón de la hoya del Zamora la cual -según lo aseguran investigaciones geológicas-, en su origen terciario fue un inmenso lago que, por la presión de sus aguas, rompió los diques que la contenían y estas se precipitaron violentamente hacia el oriente.
De superficie accidentada, gran parte del terreno está compuesto por pequeñas laderas que se configuran en escalones que dan paso en primer plano a la llanura de Cuxibamba donde está la parte consolidada de la urbe con su centro histórico, parques, empresas e instituciones financieras; en segundo plano hacia el occidente se encuentran las laderas que dan paso a la meseta occidental, donde se ubica la zona de crecimiento urbano en su mayoritaria con barrios residenciales. Desde el Centro hacia el oriente se distribuye la cordillera Oriental, hacia la parte norte existe un desnivel que da lugar a la campiña que sigue el curso del Río Zamora hasta llegar a la garganta que se conforma al norte de la urbe y por donde se abre paso el curso de agua entre las laderas de Zalapa y el Cerro Zañe. En dicha parte de la ciudad la altura sobre el nivel mar alcanza su punto más bajo 1950 m s. n. m.
Desde el centro hacia el sur hay una pampa continua que se interrumpe al final con el Nudo de Cajanuma en la entrada del Río Malacatos a Loja desde el parque nacional Podocarpus. En 15 km longitudinales sur norte la altitud de la mancha urbana se deprime alrededor de 120 metros, mientras en sentido transversal la altitud se deprime en 200 metros, dicha situación da lugar a zonas con mejor clima que otras dentro de la misma ciudad.
La vegetación se compone mayoritariamente por bosque nublado en las partes altas de la cordillera y estepa en la parte baja, tiene algunos bosques dispersos de faiques, acacias, nogales y eucaliptos. Parte el terreno está formado por quebradas y hoyadas. Debido a las condiciones climáticas que arrastran las corrientes de aire húmedo desde la Selva Amazónica las laderas orientales del valle reciben la mayor cantidad de precipitaciones y lloviznas, mientras en la parte occidental se presentan bajas precipitaciones y poca nubosidad.

## Clima

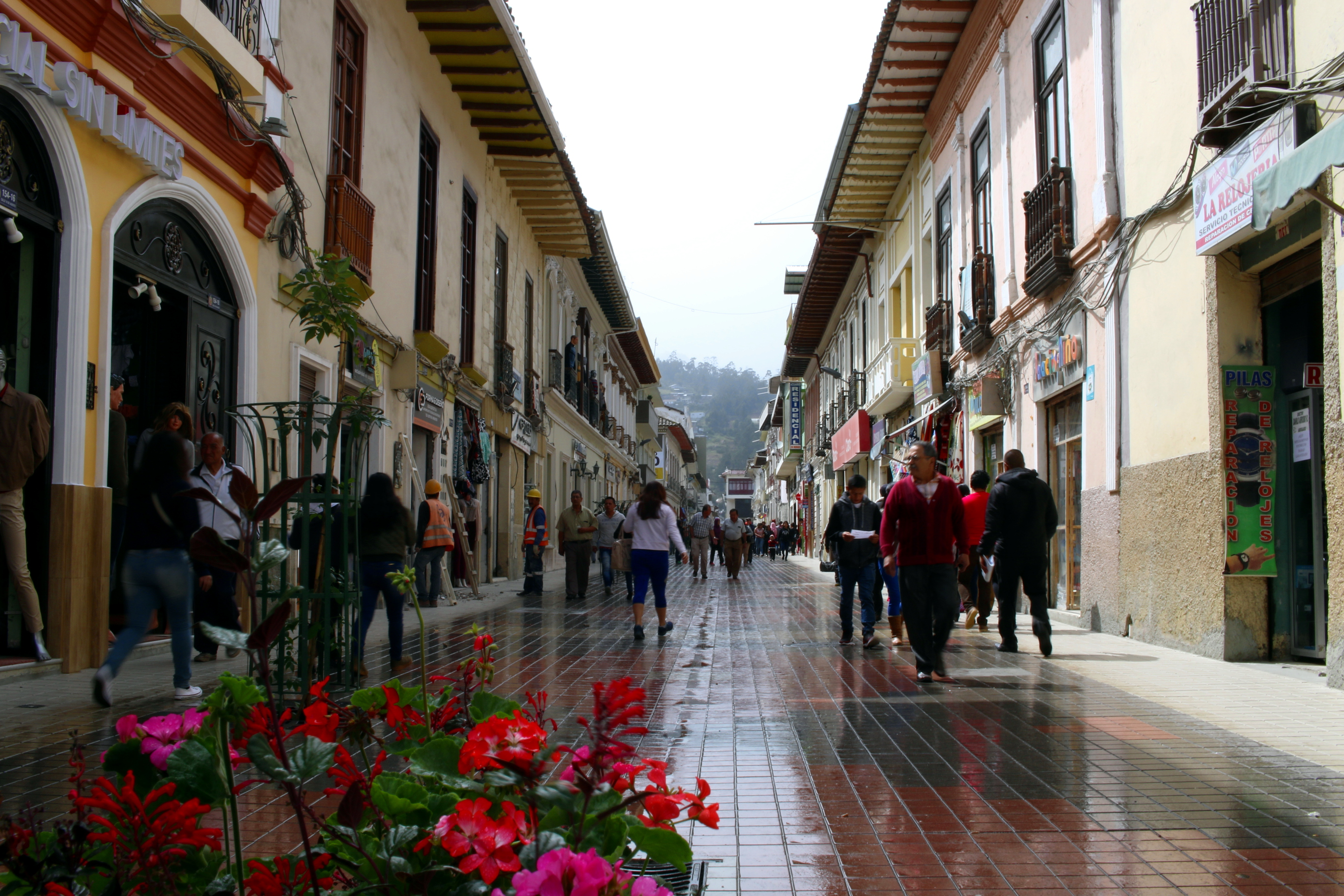
Loja, calle 10 de Agosto

El clima de Loja es cálido y templado, oscilando entre 13 y 26 °C, con una temperatura media del aire que varía de 17,2 a 18,7 °C; con precipitaciones moderadas y la humedad media es del 78%. Es una transición entre el clima tropical ecuatorial y el frío andino y presenta tres épocas climáticas definibles; la temporada lluviosa, desde enero con lluvias y soleados que se extiende hasta principios de mayo; la temporada de frío que empieza en junio con los vientos y las lloviznas y termina en septiembre y la temporada seca y soleada con precipitaciones ocasionales, desde septiembre hasta diciembre.
De septiembre a mayo se presentan las temperaturas más altas, el mes más caluroso del año con máximas promedio que no bajan de 25.2 °C es noviembre y los meses más cálidos del año en cuanto a temperaturas absolutas son noviembre y diciembre. Los meses de menor temperatura fluctúan entre junio y agosto, siendo julio el mes más frío. Las temperaturas mínimas absolutas fluctúan entre 8 y 14 °C. 
La variación de frío o calor en un mismo día está condicionado por los fenómenos meteorológicos habituales (lluvia, tormentas eléctricas, viento, nubosidad); y se presenta de varias formas o una combinación de las mismas. Las temperaturas y la sensación térmica real que anteceden a las lluvias pueden ser muy altas; la ciudad posee un microclima marcado, siendo el sector nororiental más cálido que el resto del área urbana, y debido a su ubicación en el valle, la ciudad a menudo es brumosa. 
Loja es una ciudad con precipitaciones significativas, con un régimen de distribución anual bastante homogéneo, presentando un pico mayor en el periodo diciembre - abril y otro menor en octubre, el promedio anual es de 942 mm. Hasta los años 80 el clima de Loja era significativamente más húmedo y lluvioso, mientras las últimas décadas ha existido una disminución gradual de precipitaciones, sobre todo el periodo invernal que se ha reducido drásticamente siendo más afectados los meses de marzo, abril, octubre y noviembre. Los meses más secos del año son de julio a noviembre. La mayor parte de la precipitación aquí cae en marzo, promediando 189 mm. Esta ubicación está clasificada como Cfb por Köppen y Geiger.
A mediodía el sol puede ser opresivo y sofocante; una mezcla de vientos y brisas provenientes de la Región Oriental refrescan el clima de forma paulatina durante el día, sin embargo por estar ubicado en una zona de tránsito de humedad desde la Amazonia en Loja el clima es muy variable.  A partir del mediodía cuando los rayos del sol caen de forma directa y perpendicular Loja recibe una gran cantidad de energía solar o insolación, también es una de las primeras ciudades del país en contar con solmáforos.
| Parámetros climáticos promedio de Loja, Ecuador                       | Parámetros climáticos promedio de Loja, Ecuador | Parámetros climáticos promedio de Loja, Ecuador | Parámetros climáticos promedio de Loja, Ecuador | Parámetros climáticos promedio de Loja, Ecuador | Parámetros climáticos promedio de Loja, Ecuador | Parámetros climáticos promedio de Loja, Ecuador | Parámetros climáticos promedio de Loja, Ecuador | Parámetros climáticos promedio de Loja, Ecuador | Parámetros climáticos promedio de Loja, Ecuador | Parámetros climáticos promedio de Loja, Ecuador | Parámetros climáticos promedio de Loja, Ecuador | Parámetros climáticos promedio de Loja, Ecuador | Parámetros climáticos promedio de Loja, Ecuador |
| Mes                                                                   | Ene.                                            | Feb.                                            | Mar.                                            | Abr.                                            | May.                                            | Jun.                                            | Jul.                                            | Ago.                                            | Sep.                                            | Oct.                                            | Nov.                                            | Dic.                                            | Anual                                           |
| --------------------------------------------------------------------- | ----------------------------------------------- | ----------------------------------------------- | ----------------------------------------------- | ----------------------------------------------- | ----------------------------------------------- | ----------------------------------------------- | ----------------------------------------------- | ----------------------------------------------- | ----------------------------------------------- | ----------------------------------------------- | ----------------------------------------------- | ----------------------------------------------- | ----------------------------------------------- |
| Temp. máx. abs. (°C)                                                  | 28.0                                            | 29.0                                            | 28.0                                            | 28.0                                            | 26.4                                            | 27.0                                            | 26.0                                            | 27.0                                            | 30.0                                            | 30.0                                            | 33.0                                            | 32.0                                            | 33.0                                            |
| Temp. máx. media (°C)                                                 | 20.9                                            | 22.6                                            | 22.1                                            | 22.8                                            | 21.8                                            | 19.7                                            | 19.4                                            | 21.1                                            | 23.1                                            | 22.5                                            | 22.7                                            | 23.4                                            | 21.8                                            |
| Temp. media (°C)                                                      | 16.8                                            | 17.6                                            | 17.3                                            | 17.6                                            | 17.1                                            | 15.7                                            | 15.4                                            | 16.2                                            | 16.8                                            | 16.6                                            | 16.5                                            | 15.9                                            | 16.6                                            |
| Temp. mín. media (°C)                                                 | 12.6                                            | 13.4                                            | 13.4                                            | 13.1                                            | 13.5                                            | 12.2                                            | 12.4                                            | 11.5                                            | 10.8                                            | 11.9                                            | 11.6                                            | 9.4                                             | 12.2                                            |
| Temp. mín. abs. (°C)                                                  | 8.0                                             | 10.0                                            | 9.0                                             | 9.0                                             | 8.0                                             | 8.0                                             | 6.0                                             | 6.0                                             | 10.0                                            | 9.0                                             | 8.0                                             | 8.0                                             | 6.0                                             |
| Precipitación total (mm)                                              | 103.9                                           | 136.5                                           | 170.2                                           | 87.1                                            | 60.0                                            | 51.1                                            | 50.2                                            | 40.2                                            | 43.5                                            | 56.0                                            | 59.2                                            | 91.9                                            | 949.8                                           |
| Días de precipitaciones (≥ 1.0 mm)                                    | 20                                              | 22                                              | 25                                              | 19                                              | 17                                              | 12                                              | 12                                              | 11                                              | 10                                              | 15                                              | 11                                              | 18                                              | 192                                             |
| Horas de sol                                                          | 124                                             | 113                                             | 124                                             | 120                                             | 155                                             | 150                                             | 150                                             | 150                                             | 155                                             | 155                                             | 155                                             | 155                                             | 1706                                            |
| Humedad relativa (%)                                                  | 94                                              | 95                                              | 95                                              | 94                                              | 93                                              | 90                                              | 90                                              | 89                                              | 89                                              | 91                                              | 91                                              | 93                                              | 92                                              |
| Fuente n.º 1: NOAA Climate-data.org                                   |                                                 |                                                 |                                                 |                                                 |                                                 |                                                 |                                                 |                                                 |                                                 |                                                 |                                                 |                                                 |                                                 |
| Fuente n.º 2: Climatological normals of Loja (rainfall and rain days) |                                                 |                                                 |                                                 |                                                 |                                                 |                                                 |                                                 |                                                 |                                                 |                                                 |                                                 |                                                 |                                                 |

## Política

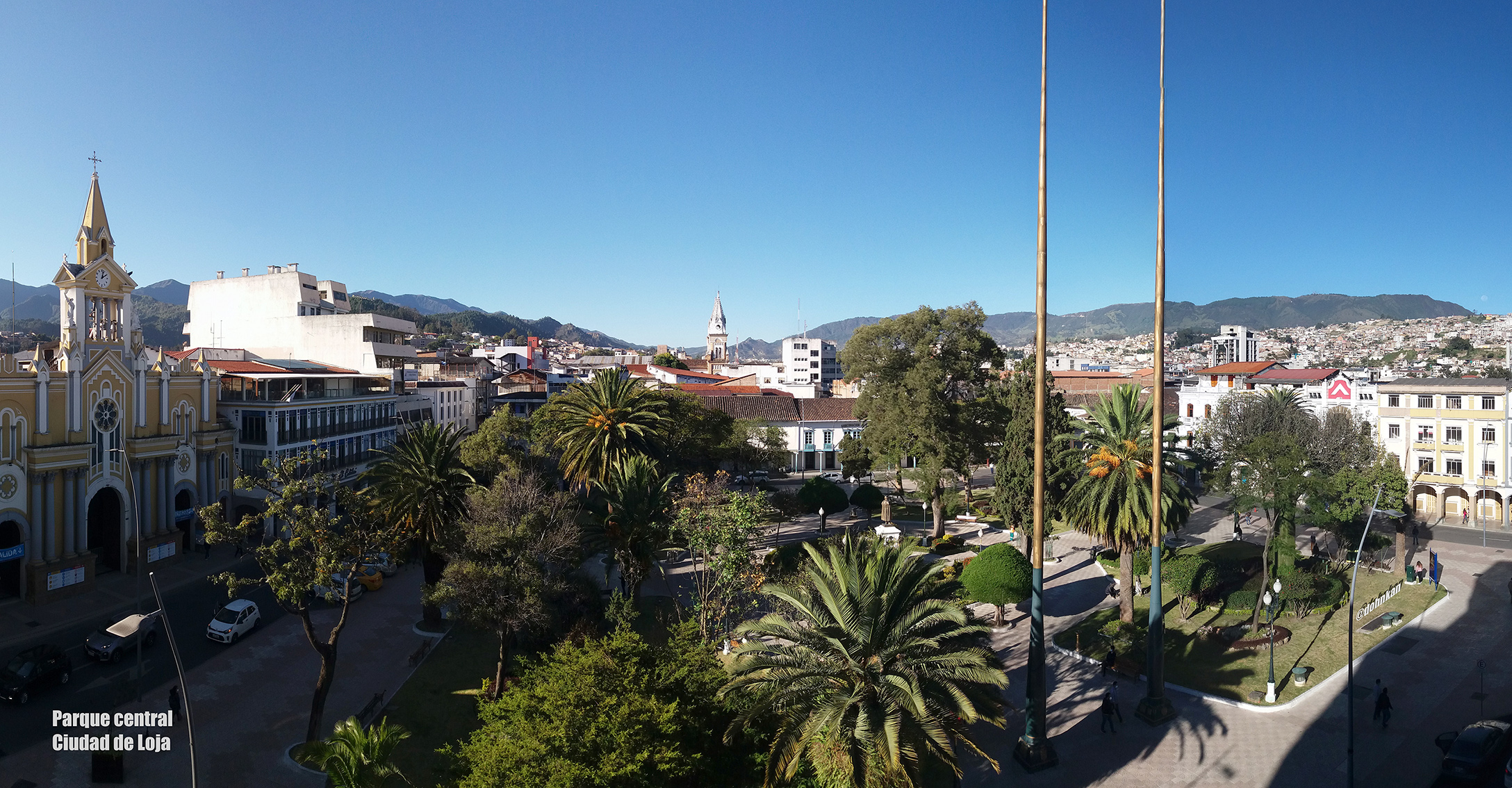
Parque central de Loja

Territorialmente, la ciudad de Loja está organizada en seis parroquias urbanas, mientras que existen 13 parroquias rurales con las que complementa el aérea total del Cantón Loja. El término "parroquia" es usado en el Ecuador para referirse a territorios dentro de la división administrativa municipal.
La ciudad y el cantón Loja, al igual que las demás localidades ecuatorianas, se rige por una municipalidad según lo previsto en la Constitución de la República. El Gobierno Autónomo Descentralizado Municipal de Loja, es una entidad de gobierno seccional que administra el cantón de forma autónoma al gobierno central. La municipalidad está organizada por la separación de poderes de carácter ejecutivo representado por el alcalde, y otro de carácter legislativo conformado por los miembros del concejo cantonal.
La ciudad de Loja es la capital de la provincia de Loja, por lo cual es sede de la Gobernación y de la Prefectura de la provincia. La Gobernación está dirigida por un ciudadano con título de Gobernador de Loja y es elegido por designación del propio Presidente de la República como representante del poder ejecutivo del estado. La Prefectura, algunas veces denominada como Gobierno Provincial, está dirigida por un ciudadano con título de Prefecto Provincial de Loja y es elegido por sufragio directo en fórmula única junto al candidato Viceprefecto. Las funciones del Gobernador son en su mayoría de carácter representativo del Presidente de la República, mientras que las funciones de la Prefectura están orientadas a la planificación y ejecución de proyectos en las áreas de fomento productivo, red de caminos y carreteras, gestión ambiental, sistemas de riego, turismo, en los territorios rurales de la provincia.
La Municipalidad de Loja, se rige principalmente sobre la base de lo estipulado en los artículos 253 y 264 de la Constitución de la República del Ecuador y en el Condigo Orgánico de Organización Territorial, Autonomía y Descentralización, que establece las funciones del Gobierno Autónomo Descentralizado Cantonal.

### Alcaldía
El poder ejecutivo de la ciudad es desempeñado por un ciudadano con título de Alcalde del Cantón Loja, el cual es elegido por sufragio directo en una sola vuelta electoral, sin fórmulas o binomios en las elecciones municipales. El vicealcalde no es elegido de la misma manera, ya que una vez instalado el Concejo Cantonal se elegirá entre los ediles un encargado para aquel cargo. El alcalde y el vicealcalde duran cuatro años en sus funciones, y en el caso del alcalde, tiene la opción de reelección inmediata o sucesiva. El alcalde es el máximo representante de la municipalidad y tiene voto dirimente en el concejo cantonal, mientras que el vicealcalde realiza las funciones del alcalde de modo suplente mientras no pueda ejercer sus funciones el alcalde titular.
El alcalde cuenta con su propio gabinete de administración municipal mediante múltiples direcciones de nivel de asesoría, de apoyo y operativo. Los encargados de aquellas direcciones municipales son designados por el propio alcalde. Actualmente, el alcalde de Loja es Franco Quezada Montesinos, elegido para el periodo 2023 - 2027.

### Concejo cantonal
El poder legislativo de la ciudad es ejercido por el Concejo Cantonal de Loja el cual es un pequeño parlamento unicameral que se constituye al igual que en los demás cantones mediante la disposición del artículo 253 de la Constitución Política Nacional. De acuerdo a lo establecido en la ley, la cantidad de miembros del concejo representa proporcionalmente a la población del cantón.
Loja posee 11 concejales, los cuales son elegidos mediante sufragio (Sistema D'Hondt) y duran en sus funciones cuatro años pudiendo ser reelegidos indefinidamente. De los once ediles, 9 representan a la población urbana mientras que 2 representan a las 13 parroquias rurales. El alcalde y el vicealcalde presiden el concejo en sus sesiones. Al recién instalarse el concejo cantonal por primera vez los miembros eligen de entre ellos un designado para el cargo de vicealcalde de la ciudad.

### División política
El cantón se divide en parroquias que pueden ser urbanas o rurales y son representadas por las Juntas Parroquiales ante el Municipio de Loja. Las parroquias urbanas son:
- El Sagrario
- Sucre
- El Valle
- San Sebastián
- Punzara
- Carigán

Los barrios son agrupaciones que conforman las parroquias urbanas de la ciudad; estas al contrario de la parroquia no tienen autonomía, tan solo un rango legislativo y poder de administración de recursos.
Las parroquias urbanas y los barrios en los que se halla dividida Loja son los detallados a continuación:
| Parroquia        | Parroquia | Parroquia |
| ---------------- | --- | --------- |
| 1. El Sagrario   | Barrios: Central, Santo Domingo, 18 de Noviembre, Juan de Salinas, 24 de mayo, Orillas del Zamora, Perpetuo Socorro, Las Palmeras, Cuarto Centenario. |           |
| 2. Sucre         | Barrios: Gran Colombia, San José, San Vicente, La Cuadra, Nueva Granada, Capuli Loma, El Pedestal, Clodoveo, Turunuma, Belén , Plateado, Borja, Obrapía, Menfis, Ciudad de los Policías, San Rafael, Lojana de Turismo, Shushuhuayco, Chontacruz, Bolonia, La Dolorosa, Eucaliptos, Tierras Coloradas, Celi Román, Ciudad Victoria, La Alborada, Miraflores. |           |
| 3. Valle         | Barrios: San Juan de El Valle, Las Palmas, San Cayetano, Samana, El paraíso, El Recreo, Parra, Yanacocha, Santiago Fernández, Jipiro, La inmaculada, La estancia, Chingulanchi, La Paz, Amable María, Parque industrial, Zhucos, El Cascajo, Las Lajas. |           |
| 4. San Sebastián | Barrios: Máximo Agustín Rodríguez, Pucará, Pradera, Yaguarcuna, Rodríguez Witt, Los Faiques, Los Geranios, El Rosal, Capulí, Zamora Huayco, El Carmen, Sierra Nevada, El Tejar de Jericó, Los Molinos, Bernabe Luis, Cabo Minacho. |           |
| 5. Punzara       | Barrios: La Argelia, Julio Ordóñez, San Isidro, Héroes del Cenepa, Sol de los Andes, Santa Teresita, Daniel Álvarez, Tebaida, Isidro Ayora, San Pedro de Bellavista, Época, Colinas Lojanas, Ciudad Alegría, Juan José Castillo, Pompeya, Capuli, Esteban Godoy, Reinaldo Espinoza.                                                                          |           |
| 6. Carigán       | Barrios: Pitas, Consacola, La Banda, Motupe, Los Prados, Sauces Norte, Florida, La Florencia, San Agustín, Valle Hermoso, El Castillo, El Aguacate, San José, Alameda Real, Cumbe, Zalapa, Carigán. |           |

## Demografía
Según datos oficiales en la ciudad de Loja en su zona urbana habitan 236.834 habitantes, mientras que en todo el cantón posee una población de 257.625 habitantes. La población de la ciudad de Loja representa el 86% del total del cantón Loja, y el 33.5% del total de la provincia de Loja. El crecimiento población de Loja entre los años 2000-2017 ha experimentado un gran ascenso, siendo actualmente la novena ciudad más poblada del Ecuador y la tercera más poblada de la región Interandina, superando a Tulcan, Ibarra, Latacunga, Ambato, Guaranda, y Riobamba

### Etnografía

Mapa de la composición genética de Ecuador

La mayoría de lojanos son mestizos como el grupo étnico mayoritario, con la mayor parte de mezcla entre mestizos, castizos, indomestizos y minoritariamente afrodescendientes.
Loja posee un mestizaje muy particular, producto del clima y de las condiciones geográficas y alimenticias, que combinado con la inmigración que la ciudad ha recibido durante décadas desde el interior de la provincia, de las provincias vecinas y del extranjero, ha consolidado una mezcla etnográfica muy singular propia de provincias grandes y muy pobladas.
Destaca mucho para el lojano el hecho de poseer una gran ascendencia española que se ha visto reflejada no solo etnográficamente sino también en aspectos políticos, económicos y culturales. A esto se suma el asentamiento de judíos sefarditas durante la colonia que influyeron en la cultura rural de las inmediaciones de Loja.

### Migración
Loja es bien conocida por la migración de sus habitantes, especialmente en tiempos de desastres naturales como las sequías severas que ocurrieron a finales de la década de los 60 (1967-1968). Ha sido estimado que 150.000 lojanos dejaron sus asentamientos durante un periodo de veinte años, entre 1962 y 1982, para buscar sus fortunas en otro lugar. Estos se mudan de áreas rurales y ciudades secundarias a la ciudad capital, también a otras partes del Ecuador o a destinos foráneos. El movimiento a otras partes es reflejado con frecuencia por los nombres de sus asentamientos, tales como Nueva Loja capital de la provincia de Sucumbíos, ubicado al noreste del Ecuador". Aunque este fenómeno ha cambiado desde inicios del siglo cuando se superó la crisis económica, desde entonces Loja ha tenido un crecimiento notable en población, desarrollo económico, educativo, etc. La modernización y regeneración urbana de la ciudad ha logrado no solo convertirla en algunos aspectos como en la cultura en una de las ciudades más sobresalientes del país, sino que con el nivel de educación superior, se ha vuelto residencia de miles de estudiantes de diversas partes del país y del extranjero, en especial de Perú, estos últimos atraídos también por mano de obra y empleos varios que la ciudad ha demandado debido al auge económico y las plazas abandonadas por lojanos migrantes. Esto junto al dólar que es más valorizado por parte de los peruanos ante su moneda local.

## Cultura

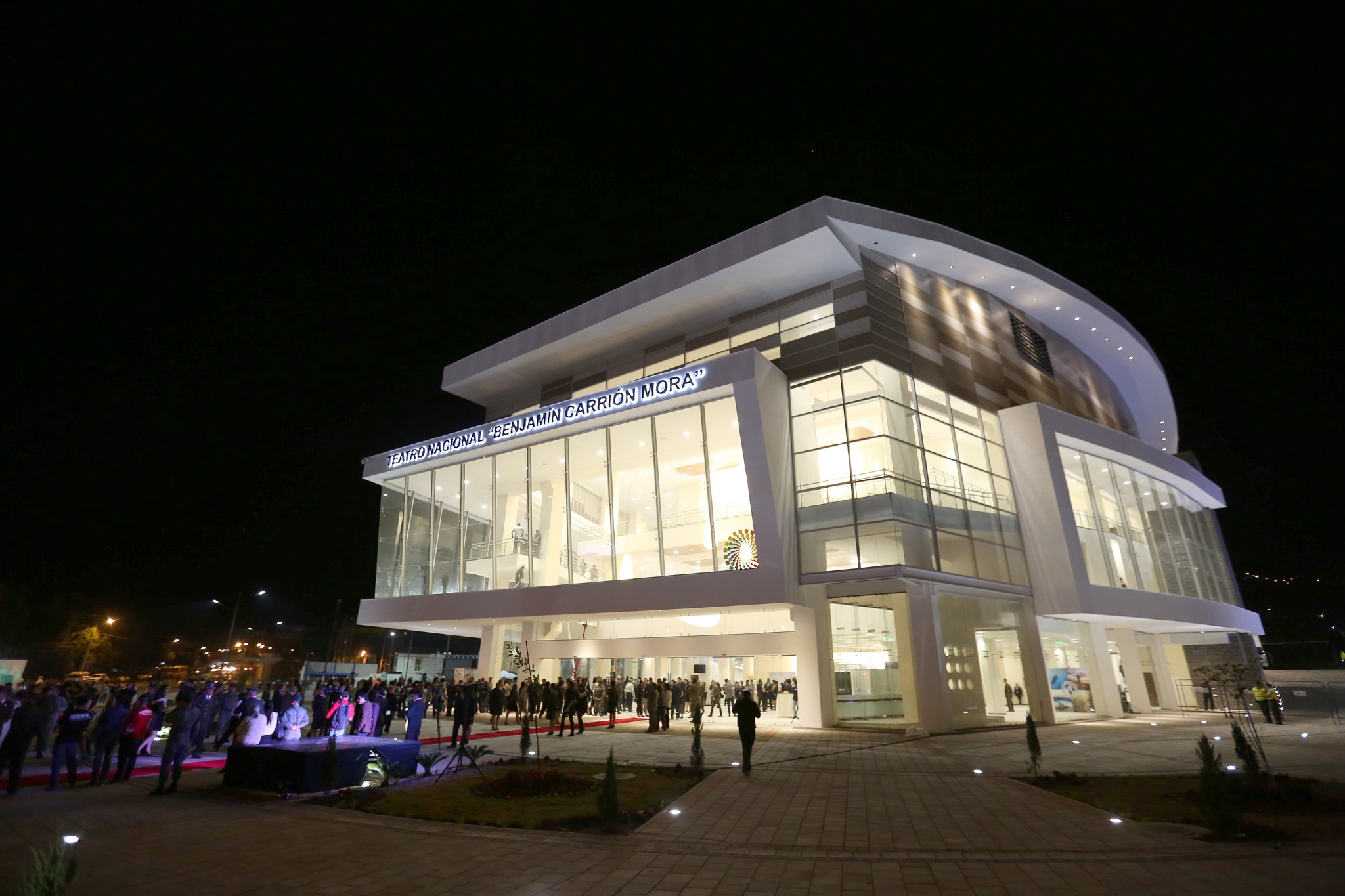
Teatro Nacional Benjamín Carrión en Loja

Loja es considerada como un asiento de la cultura ecuatoriana, por esta razón se la conoce como la "Capital Cultural de Ecuador". Un dicho local es: "El que no toca la guitarra puede cantar una canción, el que no canta una canción puede escribir un verso, el que no escribe un verso se lee en un libro". 
Loja se precia de ser el suelo natal de connotados intelectuales de importancia nacional como Benjamín Carrión (fundador de la Casa de la Cultura Ecuatoriana), Pío Jaramillo Alvarado, Miguel Riofrío (escritor de la primera novela ecuatoriana), Pablo Palacio, Ángel Felicísimo Rojas, Miguel Ángel Aguirre, Carlos Carrión, Manuel Agustín Aguirre, Isidro Ayora, Manuel Carrión Pinzano, Eduardo Mora Moreno, Carlos Miguel Agustín Vaca (Fundador de la Sayce); los escultores Daniel y Alfredo Palacio, es cuna de grandes músicos como Salvador Bustamante Celi, Segundo Cueva Celi, Marcos Ochoa Muñoz, Edgar Palacios, o algunos integrantes de Pueblo Nuevo.
Existe una marcada inclinación por las artes musicales, lo que ha generado para la ciudad el apelativo de "Capital Musical del Ecuador". Este hecho se remonta a los maestros Salvador Bustamante Celi (1876-1935) en cuyo honor se nombró al conservatorio de Loja, y Segundo Cueva Celi (1901-1969), pues dieron origen a toda una escuela musical, aportando a la música popular piezas que caracterizan el repertorio lojano. También se proyectan como disciplinas que concitan interés y acción de los ciudadanos de Loja: la literatura, la pintura, la oratoria y el cine. Desde finales del siglo XX tiene una Orquesta Sinfónica que es reconocida por su nivel de desarrollo. Desde 2016 es sede principal del Festival Internacional de Artes Vivas.
Cuna también de pintores como Eduardo Kingman, famoso por sus pinturas indigenistas y por ser el precursor de este movimiento artístico en el país. La ciudad está llena de obras de arte públicas, incluyendo enormes murales de azulejos pintados, frescos, y estatuas. De particular interés son los frescos de Bolívar y Sucre que saludan a los visitantes que pasan por la puerta de la ciudad. Entre otros, también lo está, Oswaldo Mora, a quien consideran pionero del estilo vitralista del país.

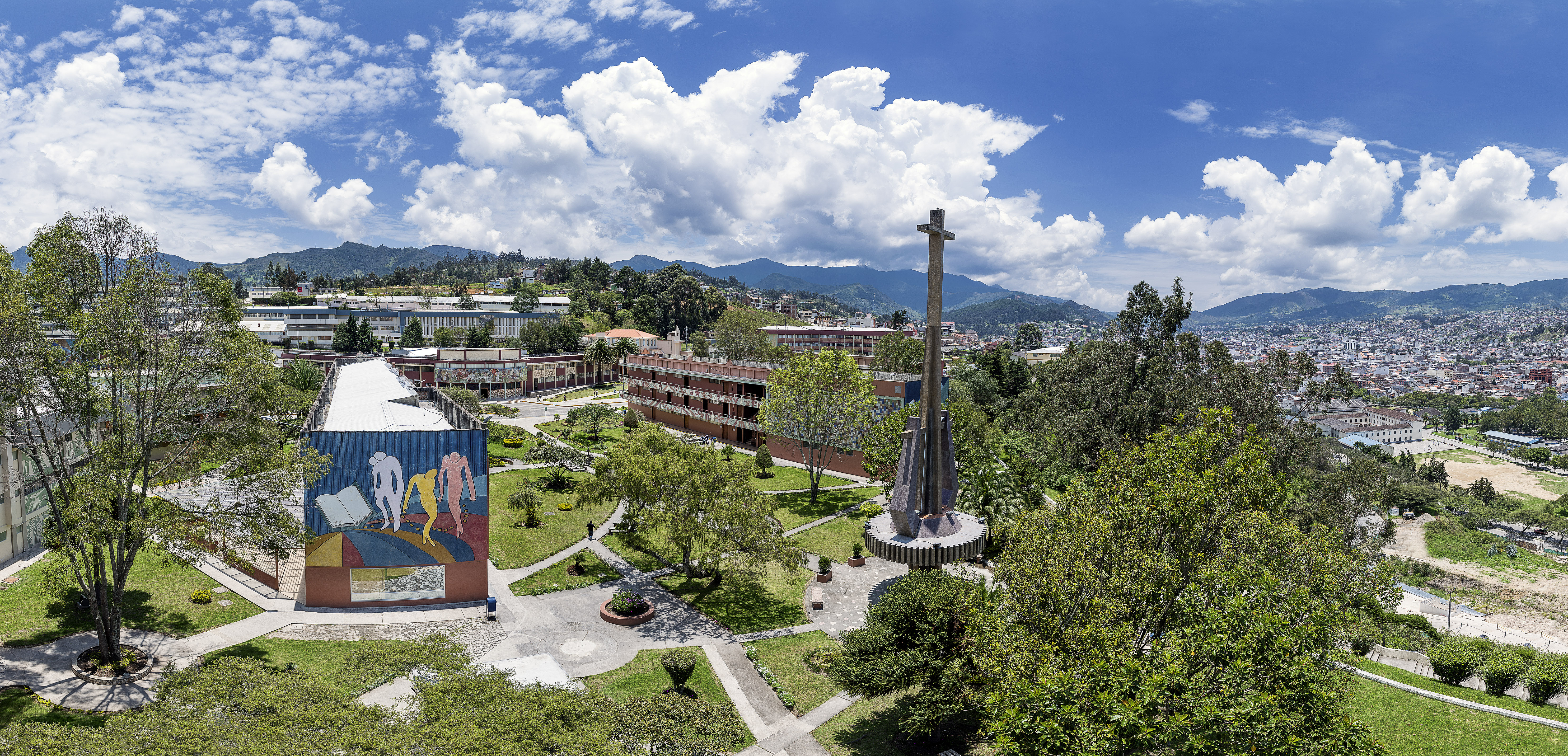
Vista panorámica sede central UTPL en Loja

La ciudad es sede de dos universidades importantes: la Universidad Nacional de Loja, establecida en 1943 mediante Decreto Ejecutivo expedido por el Dr. Carlos Alberto Arroyo del Río, aunque desde 1859 ya funcionaba como Junta Universitaria de Derecho pero sin competencias para otorgar grados y títulos. También es la sede de la Universidad Técnica Particular de Loja, fundada en 1971.

### Museos
- Museo de la Cultura Lojana: situado en el centro histórico de la ciudad de Loja, junto a la plaza central, es el Museo del Ministerio de Cultura y Patrimonio. Contiene la historia arqueológica, histórica y colonial de la provincia y la ciudad de Loja. Hay siete salas del museo, cada una detalla un aspecto diferente de la zona: el hall de entrada, la arqueología, la naturaleza, el período colonial, el siglo XIX, las personas importantes de Loja, y de las artes y la artesanía.

- Museo de Madres Conceptas: se encuentra en un convento del siglo XVII, que pertenece a la época colonial. El museo conserva sus imágenes, utensilios domésticos, y los instrumentos de auto-flagelación utilizados por las monjas. También alberga una colección de obras de arte religioso colonial.

- Museo de Arqueología: inaugurado en 2004, el Museo de Arqueología alberga unas 1600 piezas, muchas de los cuales son del periodo precolombino. Hay tres pisos del museo, organizado por la edad de los hallazgos. En la planta primera objetos del Paleolítico y Neolítico y restos de la Cultura Valdivia. La segunda planta contiene objetos de la Tolita, Jamás Coaque, Bahía, y de las culturas Guajala. Los artículos del tercer piso exhibe desde el Carchi, Imbabura, Panzaleo, Puruhuá, Casholoma, Tacalshapa, Manteña, Tardía, Milagro, Quevedo, Huancavilca, e Inca.

- Museo de Música de la Pío Jaramillo Alvarado Centro Cultural: situado en la calle Bernardo Valdivieso, en el centro histórico, abrió en 2004, el museo alberga exposiciones sobre la historia musical de los compositores y de Loja, del Renacimiento al avante-garde. La colección abarca casi 200 años de historia, con más de 7000 partituras musicales y 65 instrumentos en la exhibición.

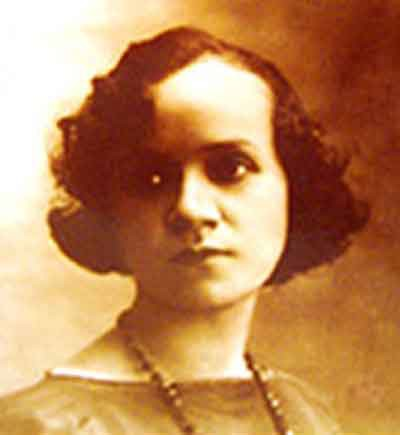
Matilde Hidalgo, primera mujer latinoamericana en sufragar

- Matilde Hidalgo, primera mujer latinoamericana en sufragarMatilde Hidalgo de Procel Museo:el museo, en la planta principal del edificio del Gobierno Provincial de Loja, alberga los objetos de la vida de Matilde Hidalgo, la primera mujer en convertirse en doctora en medicina en el Ecuador, y también la primera mujer en votar en América Latina.

### Comida típica
- Cecina: es la carne de cerdo fileteada, sazonada con sal, ajo y pimienta, se la seca al sol y finalmente se asa a la parrilla. Va acompañado por yuca y curtido de cebolla.

- Horchata: conocida antiguamente como agua para curar, es una infusión hecha con 22 hierbas y flores medicinales, una vez preparada se endulza y agrega unas gotas de limón. Es la única bebida tradicional de Loja, y el complemento para acompañarla puede ser la sábila. Cada una de las 22 hierbas usadas se les atribuye propiedades medicinales para enfermedades o dolencias específicas.

- Arveja con guineo: elaborado con guineo verde, arveja seca, quesillo y culantro finamente picado, generalmente va acompañado de aguacate.

- Fritada: trozos de costilla de cerdo, se los fríe con naranja, sal, ajo, cebolla y se sirve con mote, plátano frito y curtido de cebolla con tomate.

- Repe: una sopa cremosa preparada con guineos o bananos verdes, plato típico de la provincia de Loja en Ecuador, se la prepara con guineo verde cocinado y bien batido con cuchara de palo, quesillo, leche y se decora con cilantro.

- Tamales: se prepara con maíz seco molido, y se mezcla con manteca, caldo de chancho y aliños hasta formar una masa homogénea, luego se le añade relleno preparado con chancho o pollo, se lo envuelve en hojas de achira y cocina al vapor. Van acompañados de café lojano.

- Humitas: preparados con choclo molido mezclado con manteca de chancho, huevos, sal, se rellena con queso o quesillo y finalmente se las envuelve en hojas de choclo. Se cocina en agua y va acompañado de café.

- Sango: mezcla de agua o leche con harina de maíz (maíz seco, tostado y molido), se la prepara en una sartén y se agrega sal y quesillo. Puede ir acompañado de huevos fritos.
- Tortillas de gualo: Preparados con choclo maduro molido mezclado con manteca de chancho, huevos, sal,  queso o quesillo y finalmente hace tortillas y se las asa y va acompañado de café, o solas.

- Ají de pepa: elaborado con pepa de sambo tostada, molida y condimentado con ají y otras especies. Es el acompañante ideal de la mayoría de platos típicos lojanos.

- Quesadillas: para iniciar se elabora una delicada tela a base de azúcar, harina de trigo y huevo que se la rellena con una masa preparada con chuno (harina que se extrae de la achira) mantequilla, huevos, azúcar y quesillo seco. Se las lleva al horno, antes de servir se les espolvorea azúcar impalpable.

- Empanadas de viento: la masa es preparada a base de harina, polvo de hornear y mantequilla, en su interior contienen quesillo tierno.

- Higos con queso: es el postre típico de Loja, consiste en higos cocidos en panela, se sirven acompañados con quesillo tierno.

- Miel con quesillo: postre tradicional elaborado a base de miel de panela bien caliente y quesillo tierno.

- Molloco: es el desayuno típico de Chaguarpamba, es un bolón elaborado con plátanos verdes y maní, se puede acompañar con queso y huevo frito.

- Bollos: son panes dulces típicos de Loja, se pueden acompañar con un queso fresco.

## Patrimonio
El patrimonio de Loja está compuesto por todas las obras y evidencias de la actividad realizada desde la época prehispánica hasta la actualidad, todo este patrimonio está compuesto por museos, monumentos, iglesias, casonas, teatros, plazas, calles históricas, ruinas, obras literarias, piezas musicales y gestas históricas que tuvieron lugar en la ciudad de Loja. Todos los objetos considerados patrimonio están administrados por el Estado a través del Ministerio de Cultura y Patrimonio y también por parte del Municipio; quienes a su vez se encargan de transmitir dicho rico legado a locales y visitantes.

### Atractivos culturales
- Puerta de la Ciudad

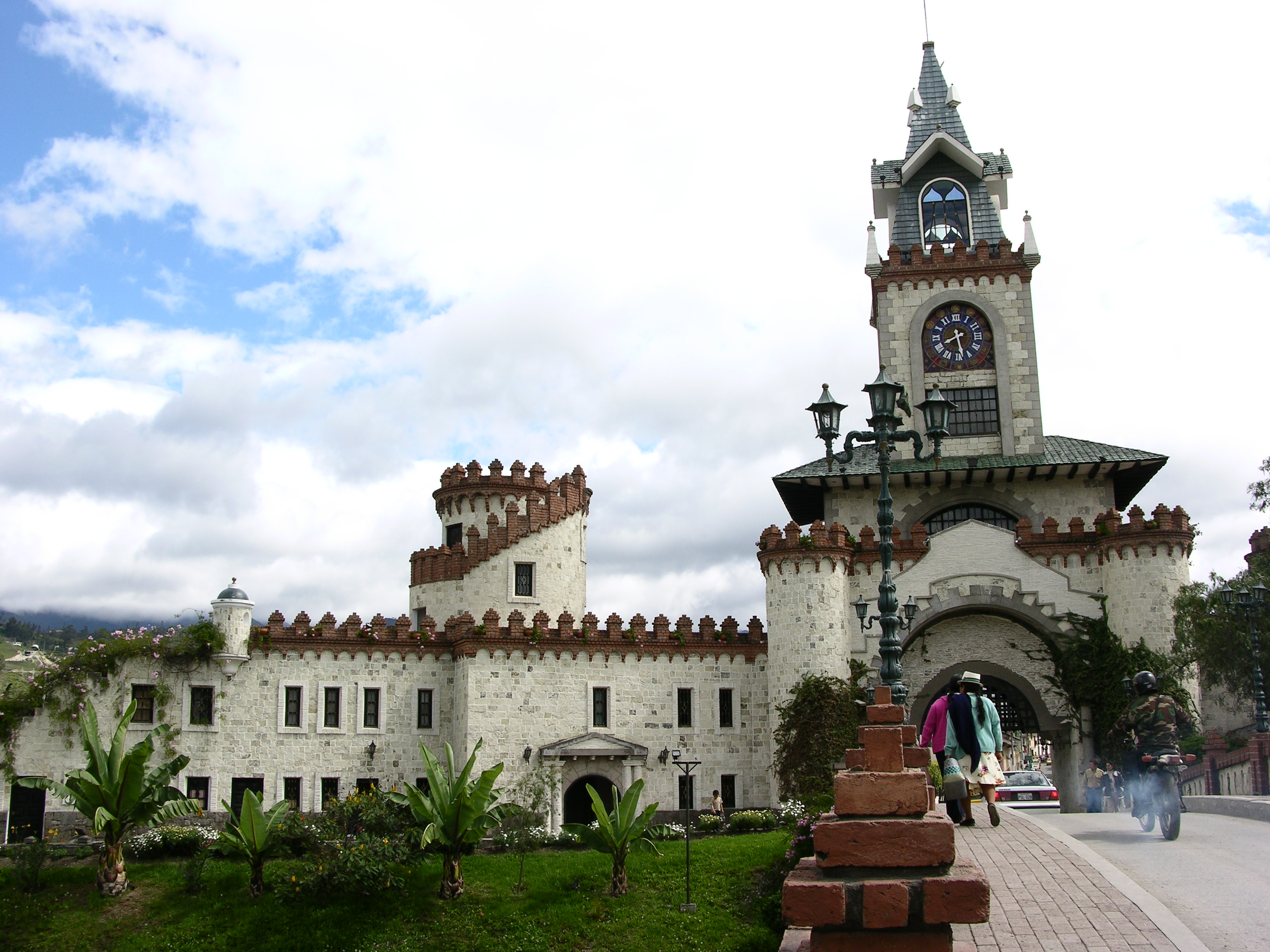
Puerta de la ciudad de Loja

La Puerta de la Ciudad, modelo del Escudo de Armas de la ciudad, presentado por el rey Felipe II de España en 1571. La Puerta de la Ciudad está ubicada en la Av. Gran Colombia, cuenta con un museo donde se exhibe galerías que muestran obras de arte contemporáneo Lojano, una cafetería y tienda de regalos. Una vista impresionante del centro de la ciudad se encuentra subiendo la torre del reloj. Loja contiene un número de iglesias históricas, a bordo de la ciudad del turismo se ha dirigido a la búsqueda de una manera novedosa. Comenzando en la Puerta de la Ciudad, una de las primeras cosas que un turista notará es una franja de color naranja grande pintado en la acera. A raíz de la banda toma el interesado en un recorrido autoguiado de las iglesias principales zonas históricas y de Loja.
- Catedral

La catedral principal, una obra maestra en el estilo colonial, está situado en la plaza central. Es el hogar de la Virgen de El Cisne durante sus dos meses de estancia en la ciudad de Loja.Original de adobe su primera edificación data de los años 1500, el edificio actual data de 1838 (edificios anteriores se perdieron debido a los terremotos) La Catedral es una de las iglesias más grandes de Ecuador. Además es la sede de la diócesis de Loja.
- Iglesia de San Francisco

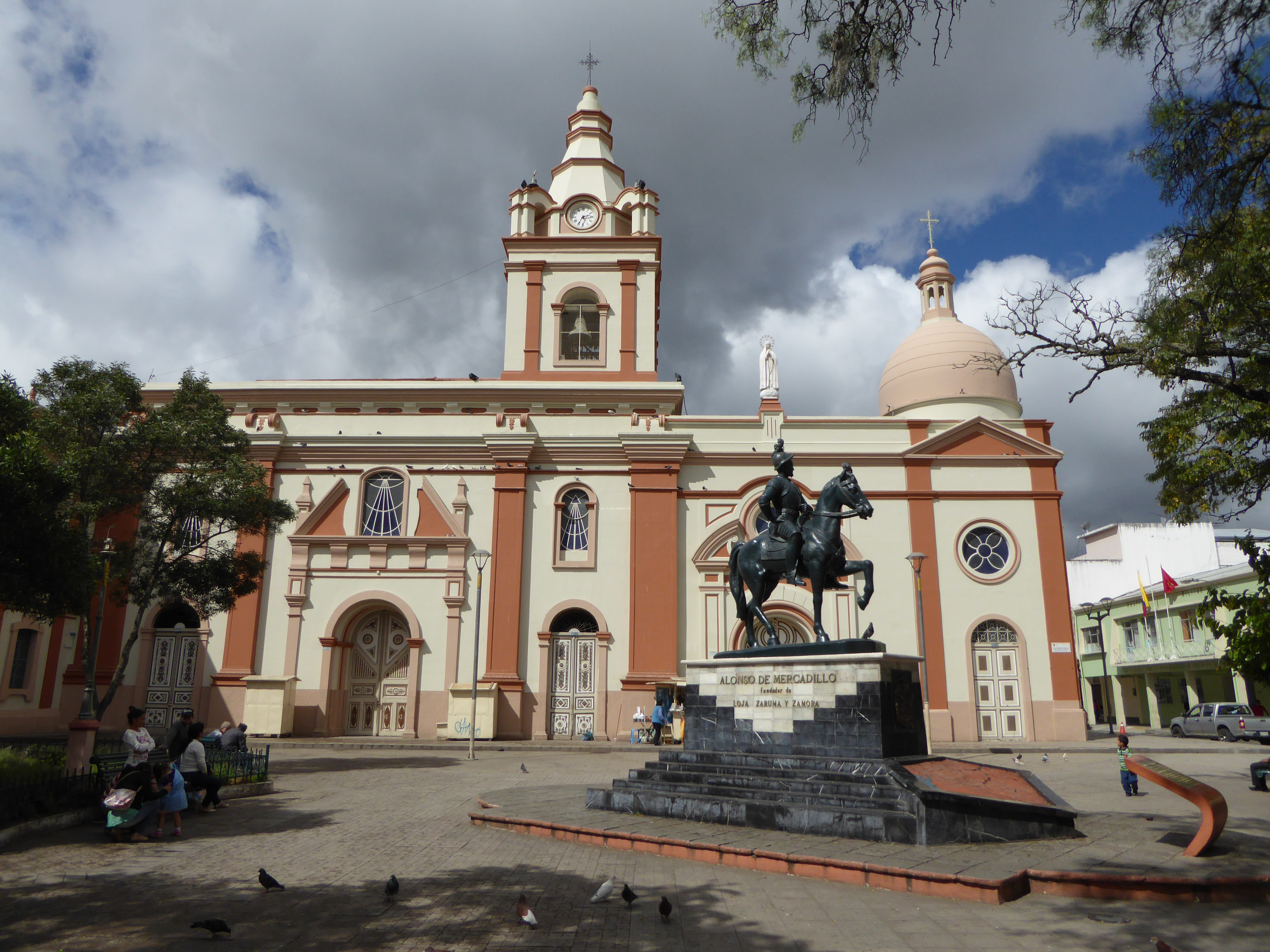
Alonso de Mercadillo y la Iglesia de San Francisco

La pequeña iglesia de San Francisco, casas convento franciscano de la ciudad. La iglesia fue construida en 1548 y reconstruido en 1851. La plaza, situada en el centro histórico, cuenta con un monumento a Alonso de Mercadillo, fundador de la ciudad.
- Iglesia de Santo Domingo

La Iglesia de Santo Domingo fue construida en 1557, el edificio entero fue una vez en el estilo gótico, pero después de un terremoto en 1867, solo las torres gemelas permaneció de pie. La iglesia fue renovado el acabado en el estilo colonial, pero las agujas se quedaron como un recuerdo de la antigua fachada. La iglesia fue pintada y decorada por notables Lojano Fray Enrique Mideros. En la plaza de la iglesia hay un monumento a Manuel Carrión Pinzano, fundador en 1853 del movimiento de federalismo en Loja.
- Iglesia de San Sebastián

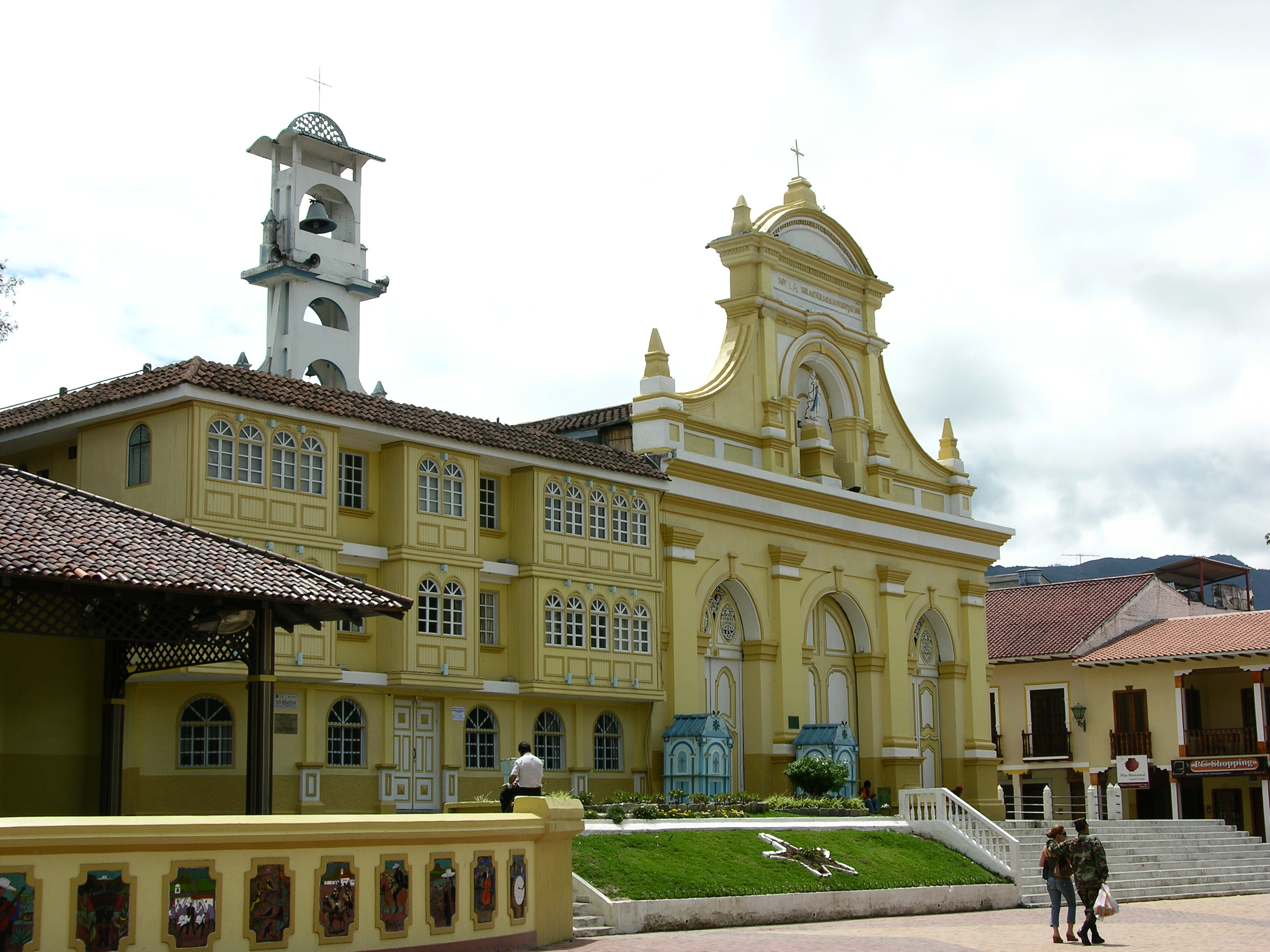
Iglesia de San Sebastian

En 1660, la ciudad de Loja, fue consagrada a San Sebastián con el fin de evitar la destrucción por los terremotos. La actual iglesia data de 1900. Tal vez el monumento más notable de Loja se encuentra en la Plaza de San Sebastián (también llamada la Plaza de la Independencia) - los 32 metros la torre del reloj conmemora la declaración de independencia de la Corona española el 18 de noviembre de 1820. La torre tiene cuatro caras, con relieves de bronce que representan escenas de la historia de la ciudad.
- Calle Lourdes

Ubicada en el centro de la ciudad de Loja, entre las calles Bolívar y Sucre, se encuentra esta calle tan pintoresca y peculiar debido a sus casonas coloniales transformadas en comercios típicos de Loja. Sus casas y sus detalles permiten al turista viajar al pasado y conocer sobre el escenario de Loja de antaño.
- Los Valles

Loja es una ciudad privilegiada por tener en sus alrededores lugares como los Valles de Malacatos y Vilcabamba a 30 km al sur de la ciudad, este último sitio es reconocido mundialmente por albergar a personas que sobrepasan los cien años con facilidad. El Valle de Catamayo a 20 minutos de viaje en auto al occidente de la urbe es muy concurrido ya que en este lugar se encuentra el Aeropuerto Camilo Ponce Enríquez y también muchos balnearios. A 60 km al oriente de la capital lojana se encuentra Zamora, un verdadero paraíso lleno de cascadas, balnearios, etc. También a una hora de distancia en auto en dirección al norte de Loja se encuentra Saraguro uno de los pocos lugares del mundo donde sus costumbres Incas se mantienen intactas.
- Monumentos

Hay numerosos monumentos de famosos lojanos y ecuatorianos. Principalmente los encontramos en el centro histórico, la Plaza Central contiene el monumento a Bernardo Valdivieso, filántropo lojano que ayudó a la educación de Loja, un monumento a Simón Bolívar se encuentra en el parque del mismo nombre, para conmemorar su visita a Loja en octubre de 1822. Un monumento a Pío Jaramillo se encuentra en el sur de la avenida que lleva su nombre, y en la intersección de la Avenida Pío Jaramillo y Avenida Benjamín Carrión se encuentra un monumento a Benjamín Carrión. Un monumento a Isidro Ayora se encuentra en la rotonda, punto de intersección de las Avenidas 8 de diciembre e Isidro Ayora.

### Parques y recreación
Loja posee los parques más amplios y bellos del sur y centro-sur ecuatoriano, existen tres parques importantes y un jardín botánico.
- Jipiro: está al centro-norte de la ciudad, el Parque Jipiro fue construido por Amán Quezada González y cubre más de 10 ha y es notable por sus reproducciones a escala de edificios históricos y culturales del mundo. El parque cuenta con una pagoda, mezquita, la catedral de San Basilio, un castillo medieval, una pista de rampas para bicicletas, piscina cubierta y muchos más, así como un lago para remar, paseos en canoa con un aviario isla.

- Parque Sendero Ecológico "La Banda": junto a Jipiro, es un gran espacio verde con una pista pública de karting, senderos para montar, un vivero de orquídeas, y el zoológico.

- Pucará: en la colina Pucará Podocarpus, se trata de un parque infantil con juegos y una vista panorámica hermosa. Se encuentra en la antigua planta de tratamiento de agua potable.

- Jardín Botánico Reinaldo Espinosa: en el sur de la ciudad, perteneciente a la Universidad Nacional de Loja, existen varias hectáreas de plantas nativas de las provincias de Loja, Zamora Chinchipe, y El Oro, es decir de la región sur o zona 7. Considerado un laboratorio natural, está ubicado a 5 km de la ciudad de Loja en la vía a Vilcabamba. Fue fundado en el año 1949 por el distinguido botánico Reinaldo Espinosa, cuenta con 7 ha. El Jardín Botánico Reinaldo Espinosa es el más antiguo del Ecuador y el único ubicado en el nudo de convergencia de las corrientes bioclimáticas cálidas húmedas de la amazonia y cálidas secas de la vertiente del Pacífico, situación que da origen a una diversidad florística única de la hoya y provincia de Loja.

### Atractivos naturales
- Parque nacional Podocarpus:

Es un parque nacional ubicado en las provincias de Loja y Zamora Chinchipe, en el sur oriente del Ecuador. Fue instaurado el 15 de diciembre de 1982. El Parque es una zona de megadiversidad y una zona de alto grado de endemismo debido a su ubicación entre sistemas biológicos diversos. Se extiende sobre 146.280 km²; en las dos estribaciones de la Cordillera Oriental de Los Andes hasta las cuencas de los ríos Nangaritza, Numbala y Loyola. Cerca del 85 % del parque está en la provincia de Zamora Chinchipe y cerca del 15 % en la provincia de Loja. El parque nacional se estableció con el fin de proteger al bosque más grande de romerillos en el país, compuesto por tres especies del género Podocarpus, la única conífera nativa del Ecuador.

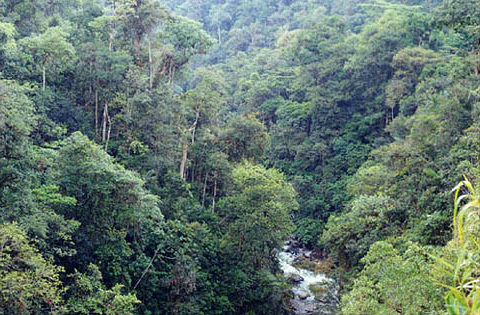
Bosque que rodea al Bombuscaro, parque nacional Podocarpus.

Dentro del parque se ha desarrollado un medio biológico único, representando especialmente por la avifauna única en el área.
El parque nacional Podocarpus alberga un complejo de más de 100 lagunas, una de las más conocidas son las Lagunas del Compadre. También hay cascadas, cañones y varias clases de mamíferos y plantas. Para acceder al parque existen dos entradas principales correspondientes a sus zonas biogeográficas, la una está en el Sector Cajanuma en la zona biogeográfica alta. La otra está en el Sector Bombuscaro, correspondiente al río Bombuscaro en la zona biogeográfica baja. Además existen dos accesos alternativos en la zona biogeográfica alta de la provincia de Zamora Chinchipe, el uno está en el Sector Romerillos, correspondiente al río Jamboé y otro menos conocido ingresando por el Cerro Toledo desde la vía Yangana-Valladolid, siendo la de Cajanuma la más conocida.
- Parque nacional Yacuri:

El parque nacional Yacurí es un parque nacional ecuatoriano que se extiende sobre un área de 431 km² y está ubicado en el límite entre las provincias de Loja y Zamora Chinchipe. Forma parte de un gran Bosque Protector de 733 km² y fue fundado en el 2009. Las cabeceras de las cuencas del Mayo-Chinchipe (al este) y del Chira-Catamayo (al oeste), se encuentran en el parque. El Parque nacional Yacuri cuenta con más de 46 lagos de gran altitud. Los lagos visitados más comúnmente son:
- La Laguna Negra, un lago muy profundo en la caldera de un volcán extinguido. Es conocido por sus aguas medicinales y es visitado a menudo por los sacerdotes tradicionales cercanos (o curanderos). Se puede llegar a ella por una caminata de 50 minutos desde el refugio cerca de la entrada de las Lagunas Jimbura (cerca de la ciudad de Jimbura, en el Municipio de Espíndola). Desde el lago, se puede alcanzar el pico más alto de Loja (aunque no hay sendero).

- Laguna de los Patos: su nombre deriva por la cantidad de patos que viven en esta laguna, está a 30 minutos caminando desde la vía principal.

- Laguna Golpeadero: laguna se encuentra entre Perú y Ecuador, se encuentra a 30 minutos de la vía principal

- Laguna Yacurí, el lago más grande en el parque y el homónimo del parque. Se puede llegar a ella por una caminata de 5 horas. El sendero parte a lo largo de la carretera de Espíndola hacia el parque.

- "Camino del Inca", también pasa a través del parque y hay ruinas arqueológicas, incluyendo petroglifos, plazas y cementerios en el lado occidental del bosque protector (que es el costado norte del parque).

- Cerro el Mandango: El cerro Mandango está en un punto clave de los cinco valles que forman la cuenca suroriental del cantón Loja: Valle de Vilcabamba, Tumianuma, Quinara, Masanamaca y Malacatos, que son el principal atractivo turístico por sus condiciones naturales, geográficas, ecológicas y de salud.[27]

## Transporte
Las calles del centro histórico están establecidas en un sistema de cuadrícula, y el nombre de los ecuatorianos notables y las fechas históricas de la ciudad y país se encuentran en ellas.
Existen varias líneas de autobús que se ejecutan en la ciudad, y aproximadamente 2500 taxis.

### Transporte terrestre
La Terminal Terrestre que se encuentra ubicada en el centro-norte de la ciudad, con rutas que conectan con el resto de Ecuador y del Perú.
Loja es servida por las más importantes empresas de transporte terrestre del Ecuador.
Además Loja junto a Guayaquil, Cuenca y Quito, cuentan con un sistema ordenado de buses urbanos tipo BRT, pero en la ciudad de Loja es llamado SITU (Sistema Intemodal de Transporte Urbano), el cual fue inaugurado el 18 de noviembre del 2015.

### Transporte aéreo

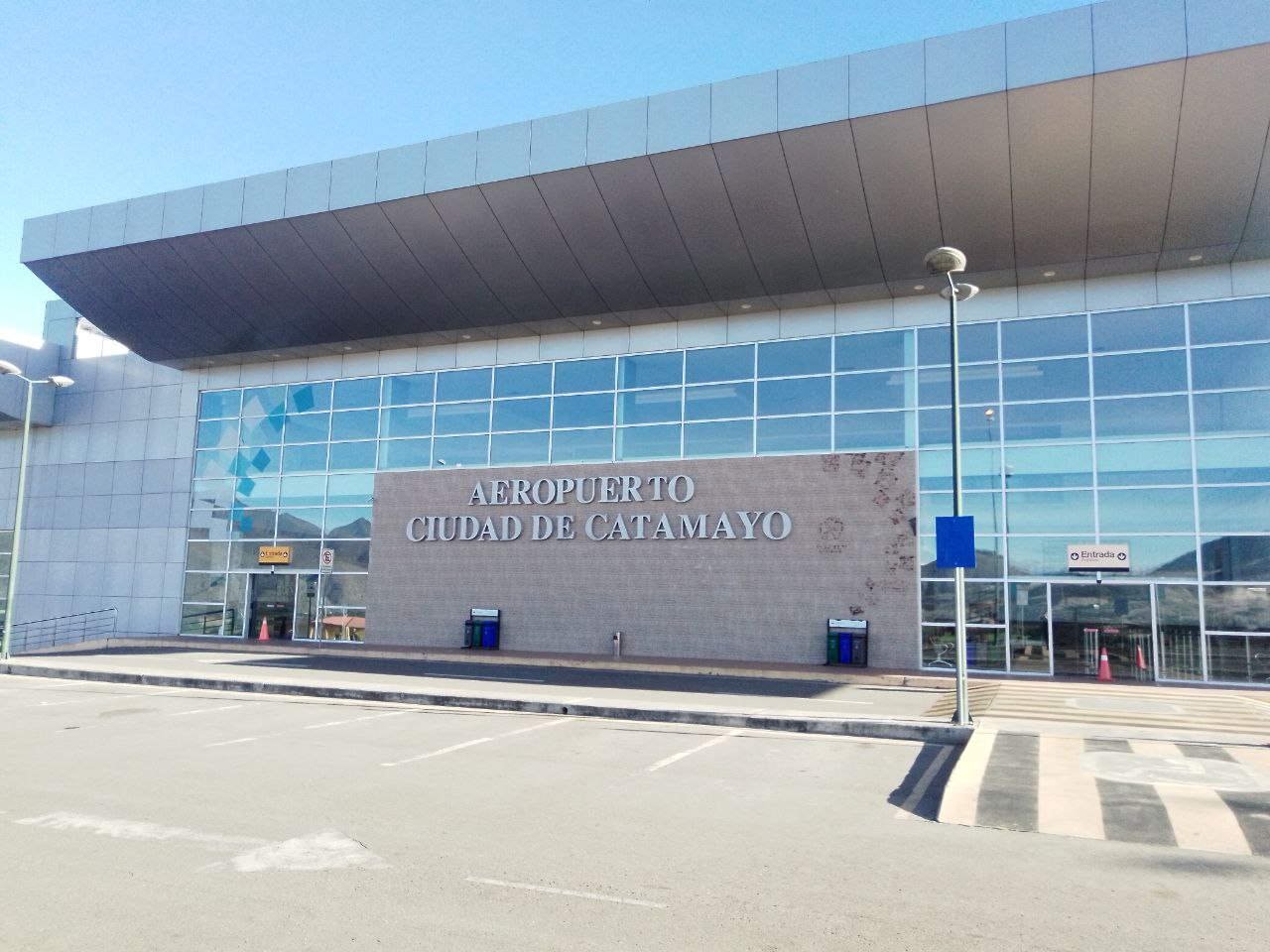
Aeropuerto Ciudad de Catamayo

El Aeropuerto Ciudad de Catamayo (código IATA: LOH, código OACI: SECA) es un aeropuerto ubicado en el cantón de Catamayo, Provincia de Loja, Ecuador, ubicado a 34 km de distancia de la ciudad de Loja, capital de la provincia. El traslado desde este terminal aéreo hasta la ciudad de Loja tarda aproximadamente 35 minutos vía terrestre. Desde este aeropuerto es posible viajar a Quito. Loja es servida por la compañía aérea AEROREGIONAL.
El aeropuerto de Catamayo fue construido en el régimen del presidente Camilo Ponce Enríquez (1956-1960) y llamado originalmente Aeropuerto Camilo Ponce Enríquez.
Desde el lunes 13 de mayo de 2013, el renovado aeropuerto oficialmente lleva el nombre de Aeropuerto Ciudad de Catamayo, en sustitución del anterior, porque a pesar del viejo nombre oficial, muchos lo conocían como el aeropuerto de Catamayo. Se realizó el concurso "Un nombre para el aeropuerto de Catamayo" el cual fue convocado por el Ministerio de Transporte (MTOP). Hubo 908 propuestas. El nombre "Ciudad de Catamayo" obtuvo 7.131 votos 2 (50.54%) razón por la cual en la actualidad lleva ese nombre.

## Medios de comunicación
La historia del periodismo en Loja es larga y tiene sus inicios en el siglo XIX. La ciudad de Loja, en Ecuador, cuenta con una diversidad de medios de comunicación que informan a sus ciudadanos. En el ámbito de la prensa escrita, destacan Diario Crónica y La Hora, periódicos con una trayectoria consolidada en la región. A estos se suman los medios digitales Ecotelxpress y Hora32, que ofrecen noticias y análisis a través de plataformas en línea. En cuanto a la televisión, la oferta incluye canales como UV Televisión, EcotelTV, Canal Sur y PlusTV, cada uno con su propia programación local. Es importante señalar la aparición de Primer Reporte como el primer medio de comunicación nativo digital de Loja, marcando una evolución en la forma en que los lojanos acceden a la información.

## Salud
La ciudad de Loja cuenta con dos centros hospitalarios de segundo nivel de atención, el Hospital General Provincial "Isidro Ayora" del Ministerio de Salud Pública (MSP) y el Hospital "Manuel Ygnacio Monteros Valdivieso" del Instituto Ecuatoriano de Seguridad Social (IESS), además de varias unidades del primer nivel de atención y múltiples instituciones sanitarias privadas entre las que se encuentran: SOLCA (Sociedad de Lucha Contra el Cáncer del Ecuador), Hospital "UTPL-Santa Inés", Hospital Clínica "San Agustín", etc. 
El Hospital General "Isidro Ayora", fundado con ese nombre el 2 de agosto de 1979 en las inmediaciones del antiguo hospital San Juan de Dios; brinda una cobertura que abarca la ciudad y provincia de Loja, toda la provincia de Zamora Chinchipe y la parte alta de la provincia del Oro, con una cartera de servicios que incluye emergencias, hospitalización (cirugía, medicina interna, pediatría, gineco-obstetricia), consulta externa, unidad de cuidados intensivos, unidad de quemados, neonatología, centro obstétrico, centro quirúrgico, imagenología, laboratorio y otros; constituye el principal centro de referencia de la Zona 7 (Loja, Zamora y El Oro). En el año 2014 varias de sus áreas fueron repotenciadas con una inversión de aproximadamente 21 millones de dólares, prestando en ese año atención a 119.115 pacientes en las áreas de consulta externa, hospitalización y emergencias.
En cuanto a formación de profesionales de la salud, la ciudad de Loja cuenta con dos instituciones de educación superior; la Facultad de Salud Humana de la Universidad Nacional de Loja (fundada en 1969), que ofrece las carreras de Medicina, Enfermería, Odontología, Laboratorio Clínico y Psicología Clínica; y la Facultad de Ciencias de la Salud de la Universidad Técnica Particular de Loja fundada en el año 2000 que ofrece las carreras de Medicina, Enfermería, Fisioterapia, Nutrición y Dietética, además de Bioquímica y Farmacia.

## Economía
La economía de la provincia de Loja es la decimosegunda del país, experimentó un crecimiento promedio del 3.67% entre 2002 y 2007. Crecimiento que se ubicó por debajo del promedio nacional de 4.3 durante el mismo periodo. La inflación al consumidor de enero de 2009 estuvo situada alrededor del 0.60% en la ciudad de Loja, por debajo de la media nacional de 8.83, según el INEC.
Loja es la ciudad con mayor influencia sobre el PIB de la provincia homónima, de acuerdo con al estudio, efectuado por el Banco Central del Ecuador, la ciudad de Loja aporta al alrededor de 1,9 de la economía nacional. Siendo una de las provincias más centralizadas del Ecuador, considerando que el cantón Loja concentra el 87% de la economía provincial (2,3% nacional).[cita requerida].
La población económicamente activa del cantón Loja, está dedicada mayoritariamente a la agricultura y ganadería (19%), seguida del comercio (17%) y por el grupo humano que está dedicado a la enseñanza (17%), el resto del porcentaje (30%) de la PEA está ubicado en actividades tales como construcción, administración pública, industrias manufactureras y transporte y comunicaciones".
La provincia de Loja es la séptima mayor contribuyente al fisco según recaudación de impuesto a la renta con 8.637 miles de dólares para las arcas del estado, además es considerada la séptima más dinámica según el número de tarjetahabientes con 16.657 miles de dólares consumidos a través de las tarjetas de crédito.
La ciudad de Loja es la quinta ciudad según depósitos en instituciones del sistema financiero con 192.680 miles de dólares en las arcas de estos, de igual forma es considerada según créditos concedidos por el sistema financiero en esta ciudad con 189.828 miles de dólares a los beneficiaros, y la cuarta menos morosa del sistema con un 2.94% de morosidad.

## Sociedad

### Diversidad sexual
La diversidad sexual en Loja engloba las distintas manifestaciones de sexualidad y género de las poblaciones LGBT que han habitado la ciudad ecuatoriana de Loja a lo largo de su historia. La urbe es la capital de la provincia del mismo nombre, que para 2023 era la cuarta con mayor población LGBT a nivel nacional.
Loja fue la primera ciudad de Ecuador en establecer una Mesa Institucional LGBTI, organismo creado por autoridades locales en 2021 que reúne a representantes de distintas entidades del Estado y de las poblaciones LGBT para garantizar sus derechos. La ciudad es además cada año el escenario de una serie de actividades de activismo durante el mes de junio en honor al Día Internacional del Orgullo LGBT, como conversatorios, talleres, carreras de tacones y una marcha del orgullo que recorre las calles del centro de la ciudad.
La aceptación de las personas LGBT en la urbe ha aumentado en las últimas décadas, aunque aún existen actos de discriminación y estigma social, por lo que muchas personas prefieren permanecer en el armario. Durante la década de 1990, las personas LGBT solían ser encarceladas bajo acusaciones de escándalo público o falta de respeto a las autoridades. También era común el acoso en centros educativos por parte de otros estudiantes, por lo que muchas personas LGBT abandonaban los estudios.
En años recientes, se han presentado pocas denuncias de vulneraciones de derechos a personas LGBT en la ciudad. Las entidades encargadas de responder a cualquier tipo de denuncia de este tipo son la Defensoría de Pueblo y la Junta Cantonal de Protección de Derechos.
Entre las principales problemáticas actuales de las poblaciones sexualmente diversas de la ciudad se encuentra la falta de inserción laboral, particularmente en las personas transgénero, que no suelen ser contratadas debido a la estigmatición social. También ha habido falta de atención para las personas LGBT detenidas en el Centro de Rehabilitación Social de Loja, que en 2022 pudieron realizar por primera vez una celebración por el orgullo LGBT dentro de la cárcel.
Del lado del activismo por los derechos LGBT, han destacado figuras como las activistas Franchesca Jara y María Cristina Fierro. En reconocimiento a su trabajo en favor de la comunidad, el 30 de junio de 2023 se inauguró un mural en honor a Jara, en las cercanías del Hospital del IESS.

## Parque Eólico Villonaco

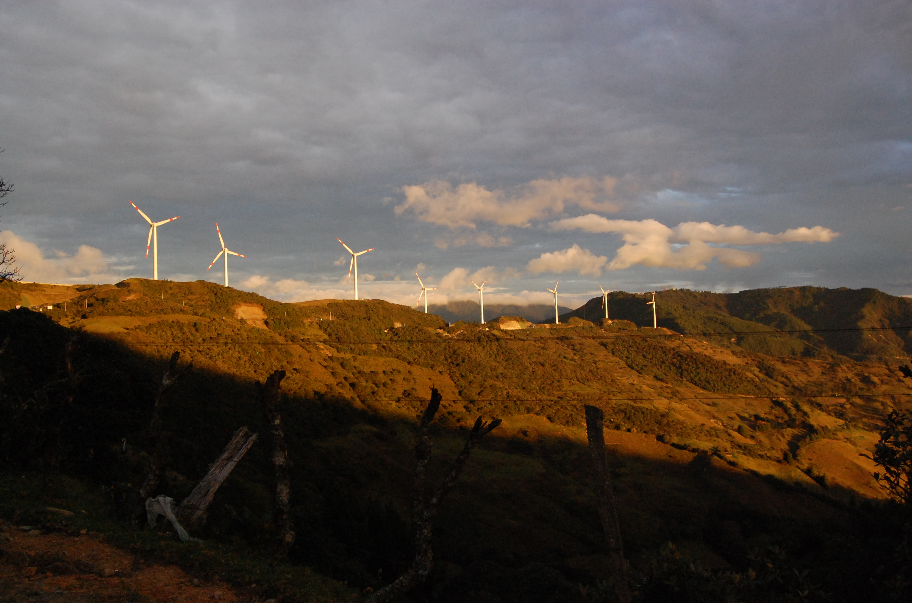
Parque eólico Villonaco

Las privilegiadas condiciones naturales y geográficas de la ciudad de Loja permiten el aprovechamiento de la fuerza del aire a través del Parque Eólico Villonaco.
El Parque Eólico Villonaco se encuentra ubicado en la provincia de Loja a 4 km de su capital, específicamente entre los cantones de Loja y Catamayo.
Su construcción se realizó entre los puntos más altos del cerro Villonaco, a una altura aproximada de 2720 m s. n. m. cuenta con 11 aerogeneradores, cada uno con una altura máxima de 100 m de altura; y un centro de interpretación, destinado a acoger a los visitantes que deseen conocer acerca del desarrollo de la energía eólica en el Ecuador.
Posee una potencia nominal de 16.5 MW y aporta 60 millones de kWh/año al Sistema Nacional Interconectado, reduciendo en 35 mil toneladas las emisiones de CO2/año, así como el consumo equivalente de combustibles en 4.5 millones de galones diésel/año, lo que corresponde a un ahorro de 13 millones de dólares anuales para el país.
El Parque Eólico Villonaco es considerado como uno de los proyectos emblemáticos y estratégicos del Gobierno Ecuatoriano, que contribuye con la diversificación de la matriz energética actual. Energía limpia para el Ecuador, utilizando un recurso renovable e inagotable.

## Deportes

### Fútbol
El equipo militante Liga Deportiva Universitaria de Loja tuvo gran acogida luego de su segundo ascenso a primera categoría del fútbol ecuatoriano a finales de 2010, pero la esperanza decayó para su hinchada luego de que fuera derrotado ante el Barcelona Sporting Club con un marcador de 2-1, el cual firmó su sentencia para descender a finales de 2015 a la serie B del fútbol nacional. Situaciones económicas fueron la principal razón para perder su categoría según los informes del directivo. Conjuntamente con el Deportivo Quito en este 2016 trataron de buscar el sueño anhelado de volver a la cima, pero el equipo ha dejado de participar de la Segunda Categoría Provincial desde inicios de 2020 debido a suspensiones por problemas económicos. 
El estadio Reina de El Cisne desborda su capacidad de 15.000 espectadores, especialmente en los choques ante los principales equipos del país. En 2021 Libertad logró ascender a la Serie B del fútbol Ecuatoriano tras ganarle 1-0 a La Unión de Pujilí.
2022 En este año el conjunto “libertario” logró ascender en la última fecha a la Serie A del fútbol ecuatoriano tras ganarle 1-0 al Imbabura de Ibarra y obteniendo la acogida de los lojanos.

### Automovilismo
Loja es considerada la ciudad tuerca del país, posee grandes pilotos de rally ganadores de La vuelta a la república, Ulises Reyes 2, Luis Segarra 1 Homero Cuenca 1, Homero Cuenca Jr 2 Rubén Cuenca 4, además este consigue el Tercer lugar, Campeonato Sudamericano de Rally 2007. Además pilotos de Rally Cuadrones como Daniel Álvarez Burneo, José Gaibor, entre otros. Loja es una de las 4 ciudades ecuatorianas que poseen un circuito donde se realizan competencias de Karting. El Kartodromo municipal donde se efectúan torneos de forma regular, las que cuentan con gran asistencia de público, lo que denota gran interés por este deporte.

### Ciclismo
Toda la provincia de Loja, se ha convertido en un referente de la práctica del ciclismo de competencia y aventura, reforzándose así las modalidades de cross country y ruta. Son varios los exponentes de esta modalidad que han representados a nivel nacional, Loja tiene muchos paisajes para disfrutar en bicicleta, es la primera ciudad en incrementar ciclovías.

### Airsoft
Loja es considerada la segunda ciudad con más jugadores de Airsoft del Ecuador, cuentan con un espacio para uso de este deporte en el denominado Parque extremo de la ciudad de Loja, Loja es una de las 8 ciudades ecuatorianas que poseen equipos de este deporte y que participan de manera activa en competencias nacionales. El Parque Extremo donde se efectúan competencias de forma regular, las que cuentan con gran asistencia de público que gustan de este deporte, lo que denota un interés creciente por este deporte.

## Ciudades hermanas
- Popayán, Colombia.
- Barquisimeto, Venezuela.
- Ciudad Bolívar, Venezuela.
- Sullana, Perú.
- Hangzhou, China.
- Piura, Perú.
- Distrito de Santiago de Surco, Perú[55]
- Laredo, La Libertad, Perú[56][57]
- Tabaconas, Cajamarca, Perú[56][57]
- San Ignacio, Cajamarca, Perú[56][57]